# Partia stulecia
Partia stulecia, gra stulecia – określenie partii szachowej, rozegranej 17 października 1956 roku między Donaldem Byrnem a Bobby Fischerem w Nowym Jorku. Autorem określenia był redaktor „Chess Review”, Hans Kmoch, który zwrócił uwagę na bardzo dojrzałą grę kombinacyjną trzynastoletniego Fischera.

## Tło
Partia odbyła się w prestiżowym Marshall Chess Club w ramach turnieju Rosenwald Memorial. Fischer został zaproszony do rozgrywek z uwagi na jego triumf w mistrzostwach USA juniorów trzy miesiące wcześniej i był to jego pierwszy poważny turniej seniorski. W siódmej rundzie Fischer miał zagrać z Byrnem, dawnym mistrzem USA, którego grę cechowała agresywność. Do tego momentu Fischer odniósł w turnieju trzy remisy i trzykrotnie przegrał, z kolei Byrne pokonał wcześniej m.in. Samuela Reshevsky'ego. Byrne grał białymi, a Fischer czarnymi.

## Przebieg partii
Źródła komentarzy: chessgames.com, chess.com
|   | a | b | c | d | e | f | g | h |   |
| 8 | a8 – Czarna wieża · d8 – Czarny hetman · f8 – Czarna wieża · g8 – Czarny król · a7 – Czarny pionek · b7 – Czarny pionek · e7 – Czarny pionek · f7 – Czarny pionek · g7 – Czarny goniec · h7 – Czarny pionek · b6 – Czarny skoczek · c6 – Czarny pionek · f6 – Czarny skoczek · g6 – Czarny pionek · c5 – Biały hetman · g5 – Biały goniec · d4 – Biały pionek · e4 – Biały pionek · g4 – Czarny goniec · c3 – Biały skoczek · f3 – Biały skoczek · a2 – Biały pionek · b2 – Biały pionek · f2 – Biały pionek · g2 – Biały pionek · h2 – Biały pionek · d1 – Biała wieża · e1 – Biały król · f1 – Biały goniec · h1 – Biała wieża | a8 – Czarna wieża · d8 – Czarny hetman · f8 – Czarna wieża · g8 – Czarny król · a7 – Czarny pionek · b7 – Czarny pionek · e7 – Czarny pionek · f7 – Czarny pionek · g7 – Czarny goniec · h7 – Czarny pionek · b6 – Czarny skoczek · c6 – Czarny pionek · f6 – Czarny skoczek · g6 – Czarny pionek · c5 – Biały hetman · g5 – Biały goniec · d4 – Biały pionek · e4 – Biały pionek · g4 – Czarny goniec · c3 – Biały skoczek · f3 – Biały skoczek · a2 – Biały pionek · b2 – Biały pionek · f2 – Biały pionek · g2 – Biały pionek · h2 – Biały pionek · d1 – Biała wieża · e1 – Biały król · f1 – Biały goniec · h1 – Biała wieża | a8 – Czarna wieża · d8 – Czarny hetman · f8 – Czarna wieża · g8 – Czarny król · a7 – Czarny pionek · b7 – Czarny pionek · e7 – Czarny pionek · f7 – Czarny pionek · g7 – Czarny goniec · h7 – Czarny pionek · b6 – Czarny skoczek · c6 – Czarny pionek · f6 – Czarny skoczek · g6 – Czarny pionek · c5 – Biały hetman · g5 – Biały goniec · d4 – Biały pionek · e4 – Biały pionek · g4 – Czarny goniec · c3 – Biały skoczek · f3 – Biały skoczek · a2 – Biały pionek · b2 – Biały pionek · f2 – Biały pionek · g2 – Biały pionek · h2 – Biały pionek · d1 – Biała wieża · e1 – Biały król · f1 – Biały goniec · h1 – Biała wieża | a8 – Czarna wieża · d8 – Czarny hetman · f8 – Czarna wieża · g8 – Czarny król · a7 – Czarny pionek · b7 – Czarny pionek · e7 – Czarny pionek · f7 – Czarny pionek · g7 – Czarny goniec · h7 – Czarny pionek · b6 – Czarny skoczek · c6 – Czarny pionek · f6 – Czarny skoczek · g6 – Czarny pionek · c5 – Biały hetman · g5 – Biały goniec · d4 – Biały pionek · e4 – Biały pionek · g4 – Czarny goniec · c3 – Biały skoczek · f3 – Biały skoczek · a2 – Biały pionek · b2 – Biały pionek · f2 – Biały pionek · g2 – Biały pionek · h2 – Biały pionek · d1 – Biała wieża · e1 – Biały król · f1 – Biały goniec · h1 – Biała wieża | a8 – Czarna wieża · d8 – Czarny hetman · f8 – Czarna wieża · g8 – Czarny król · a7 – Czarny pionek · b7 – Czarny pionek · e7 – Czarny pionek · f7 – Czarny pionek · g7 – Czarny goniec · h7 – Czarny pionek · b6 – Czarny skoczek · c6 – Czarny pionek · f6 – Czarny skoczek · g6 – Czarny pionek · c5 – Biały hetman · g5 – Biały goniec · d4 – Biały pionek · e4 – Biały pionek · g4 – Czarny goniec · c3 – Biały skoczek · f3 – Biały skoczek · a2 – Biały pionek · b2 – Biały pionek · f2 – Biały pionek · g2 – Biały pionek · h2 – Biały pionek · d1 – Biała wieża · e1 – Biały król · f1 – Biały goniec · h1 – Biała wieża | a8 – Czarna wieża · d8 – Czarny hetman · f8 – Czarna wieża · g8 – Czarny król · a7 – Czarny pionek · b7 – Czarny pionek · e7 – Czarny pionek · f7 – Czarny pionek · g7 – Czarny goniec · h7 – Czarny pionek · b6 – Czarny skoczek · c6 – Czarny pionek · f6 – Czarny skoczek · g6 – Czarny pionek · c5 – Biały hetman · g5 – Biały goniec · d4 – Biały pionek · e4 – Biały pionek · g4 – Czarny goniec · c3 – Biały skoczek · f3 – Biały skoczek · a2 – Biały pionek · b2 – Biały pionek · f2 – Biały pionek · g2 – Biały pionek · h2 – Biały pionek · d1 – Biała wieża · e1 – Biały król · f1 – Biały goniec · h1 – Biała wieża | a8 – Czarna wieża · d8 – Czarny hetman · f8 – Czarna wieża · g8 – Czarny król · a7 – Czarny pionek · b7 – Czarny pionek · e7 – Czarny pionek · f7 – Czarny pionek · g7 – Czarny goniec · h7 – Czarny pionek · b6 – Czarny skoczek · c6 – Czarny pionek · f6 – Czarny skoczek · g6 – Czarny pionek · c5 – Biały hetman · g5 – Biały goniec · d4 – Biały pionek · e4 – Biały pionek · g4 – Czarny goniec · c3 – Biały skoczek · f3 – Biały skoczek · a2 – Biały pionek · b2 – Biały pionek · f2 – Biały pionek · g2 – Biały pionek · h2 – Biały pionek · d1 – Biała wieża · e1 – Biały król · f1 – Biały goniec · h1 – Biała wieża | a8 – Czarna wieża · d8 – Czarny hetman · f8 – Czarna wieża · g8 – Czarny król · a7 – Czarny pionek · b7 – Czarny pionek · e7 – Czarny pionek · f7 – Czarny pionek · g7 – Czarny goniec · h7 – Czarny pionek · b6 – Czarny skoczek · c6 – Czarny pionek · f6 – Czarny skoczek · g6 – Czarny pionek · c5 – Biały hetman · g5 – Biały goniec · d4 – Biały pionek · e4 – Biały pionek · g4 – Czarny goniec · c3 – Biały skoczek · f3 – Biały skoczek · a2 – Biały pionek · b2 – Biały pionek · f2 – Biały pionek · g2 – Biały pionek · h2 – Biały pionek · d1 – Biała wieża · e1 – Biały król · f1 – Biały goniec · h1 – Biała wieża | 8 |
| 7 | a8 – Czarna wieża · d8 – Czarny hetman · f8 – Czarna wieża · g8 – Czarny król · a7 – Czarny pionek · b7 – Czarny pionek · e7 – Czarny pionek · f7 – Czarny pionek · g7 – Czarny goniec · h7 – Czarny pionek · b6 – Czarny skoczek · c6 – Czarny pionek · f6 – Czarny skoczek · g6 – Czarny pionek · c5 – Biały hetman · g5 – Biały goniec · d4 – Biały pionek · e4 – Biały pionek · g4 – Czarny goniec · c3 – Biały skoczek · f3 – Biały skoczek · a2 – Biały pionek · b2 – Biały pionek · f2 – Biały pionek · g2 – Biały pionek · h2 – Biały pionek · d1 – Biała wieża · e1 – Biały król · f1 – Biały goniec · h1 – Biała wieża | a8 – Czarna wieża · d8 – Czarny hetman · f8 – Czarna wieża · g8 – Czarny król · a7 – Czarny pionek · b7 – Czarny pionek · e7 – Czarny pionek · f7 – Czarny pionek · g7 – Czarny goniec · h7 – Czarny pionek · b6 – Czarny skoczek · c6 – Czarny pionek · f6 – Czarny skoczek · g6 – Czarny pionek · c5 – Biały hetman · g5 – Biały goniec · d4 – Biały pionek · e4 – Biały pionek · g4 – Czarny goniec · c3 – Biały skoczek · f3 – Biały skoczek · a2 – Biały pionek · b2 – Biały pionek · f2 – Biały pionek · g2 – Biały pionek · h2 – Biały pionek · d1 – Biała wieża · e1 – Biały król · f1 – Biały goniec · h1 – Biała wieża | a8 – Czarna wieża · d8 – Czarny hetman · f8 – Czarna wieża · g8 – Czarny król · a7 – Czarny pionek · b7 – Czarny pionek · e7 – Czarny pionek · f7 – Czarny pionek · g7 – Czarny goniec · h7 – Czarny pionek · b6 – Czarny skoczek · c6 – Czarny pionek · f6 – Czarny skoczek · g6 – Czarny pionek · c5 – Biały hetman · g5 – Biały goniec · d4 – Biały pionek · e4 – Biały pionek · g4 – Czarny goniec · c3 – Biały skoczek · f3 – Biały skoczek · a2 – Biały pionek · b2 – Biały pionek · f2 – Biały pionek · g2 – Biały pionek · h2 – Biały pionek · d1 – Biała wieża · e1 – Biały król · f1 – Biały goniec · h1 – Biała wieża | a8 – Czarna wieża · d8 – Czarny hetman · f8 – Czarna wieża · g8 – Czarny król · a7 – Czarny pionek · b7 – Czarny pionek · e7 – Czarny pionek · f7 – Czarny pionek · g7 – Czarny goniec · h7 – Czarny pionek · b6 – Czarny skoczek · c6 – Czarny pionek · f6 – Czarny skoczek · g6 – Czarny pionek · c5 – Biały hetman · g5 – Biały goniec · d4 – Biały pionek · e4 – Biały pionek · g4 – Czarny goniec · c3 – Biały skoczek · f3 – Biały skoczek · a2 – Biały pionek · b2 – Biały pionek · f2 – Biały pionek · g2 – Biały pionek · h2 – Biały pionek · d1 – Biała wieża · e1 – Biały król · f1 – Biały goniec · h1 – Biała wieża | a8 – Czarna wieża · d8 – Czarny hetman · f8 – Czarna wieża · g8 – Czarny król · a7 – Czarny pionek · b7 – Czarny pionek · e7 – Czarny pionek · f7 – Czarny pionek · g7 – Czarny goniec · h7 – Czarny pionek · b6 – Czarny skoczek · c6 – Czarny pionek · f6 – Czarny skoczek · g6 – Czarny pionek · c5 – Biały hetman · g5 – Biały goniec · d4 – Biały pionek · e4 – Biały pionek · g4 – Czarny goniec · c3 – Biały skoczek · f3 – Biały skoczek · a2 – Biały pionek · b2 – Biały pionek · f2 – Biały pionek · g2 – Biały pionek · h2 – Biały pionek · d1 – Biała wieża · e1 – Biały król · f1 – Biały goniec · h1 – Biała wieża | a8 – Czarna wieża · d8 – Czarny hetman · f8 – Czarna wieża · g8 – Czarny król · a7 – Czarny pionek · b7 – Czarny pionek · e7 – Czarny pionek · f7 – Czarny pionek · g7 – Czarny goniec · h7 – Czarny pionek · b6 – Czarny skoczek · c6 – Czarny pionek · f6 – Czarny skoczek · g6 – Czarny pionek · c5 – Biały hetman · g5 – Biały goniec · d4 – Biały pionek · e4 – Biały pionek · g4 – Czarny goniec · c3 – Biały skoczek · f3 – Biały skoczek · a2 – Biały pionek · b2 – Biały pionek · f2 – Biały pionek · g2 – Biały pionek · h2 – Biały pionek · d1 – Biała wieża · e1 – Biały król · f1 – Biały goniec · h1 – Biała wieża | a8 – Czarna wieża · d8 – Czarny hetman · f8 – Czarna wieża · g8 – Czarny król · a7 – Czarny pionek · b7 – Czarny pionek · e7 – Czarny pionek · f7 – Czarny pionek · g7 – Czarny goniec · h7 – Czarny pionek · b6 – Czarny skoczek · c6 – Czarny pionek · f6 – Czarny skoczek · g6 – Czarny pionek · c5 – Biały hetman · g5 – Biały goniec · d4 – Biały pionek · e4 – Biały pionek · g4 – Czarny goniec · c3 – Biały skoczek · f3 – Biały skoczek · a2 – Biały pionek · b2 – Biały pionek · f2 – Biały pionek · g2 – Biały pionek · h2 – Biały pionek · d1 – Biała wieża · e1 – Biały król · f1 – Biały goniec · h1 – Biała wieża | a8 – Czarna wieża · d8 – Czarny hetman · f8 – Czarna wieża · g8 – Czarny król · a7 – Czarny pionek · b7 – Czarny pionek · e7 – Czarny pionek · f7 – Czarny pionek · g7 – Czarny goniec · h7 – Czarny pionek · b6 – Czarny skoczek · c6 – Czarny pionek · f6 – Czarny skoczek · g6 – Czarny pionek · c5 – Biały hetman · g5 – Biały goniec · d4 – Biały pionek · e4 – Biały pionek · g4 – Czarny goniec · c3 – Biały skoczek · f3 – Biały skoczek · a2 – Biały pionek · b2 – Biały pionek · f2 – Biały pionek · g2 – Biały pionek · h2 – Biały pionek · d1 – Biała wieża · e1 – Biały król · f1 – Biały goniec · h1 – Biała wieża | 7 |
| 6 | a8 – Czarna wieża · d8 – Czarny hetman · f8 – Czarna wieża · g8 – Czarny król · a7 – Czarny pionek · b7 – Czarny pionek · e7 – Czarny pionek · f7 – Czarny pionek · g7 – Czarny goniec · h7 – Czarny pionek · b6 – Czarny skoczek · c6 – Czarny pionek · f6 – Czarny skoczek · g6 – Czarny pionek · c5 – Biały hetman · g5 – Biały goniec · d4 – Biały pionek · e4 – Biały pionek · g4 – Czarny goniec · c3 – Biały skoczek · f3 – Biały skoczek · a2 – Biały pionek · b2 – Biały pionek · f2 – Biały pionek · g2 – Biały pionek · h2 – Biały pionek · d1 – Biała wieża · e1 – Biały król · f1 – Biały goniec · h1 – Biała wieża | a8 – Czarna wieża · d8 – Czarny hetman · f8 – Czarna wieża · g8 – Czarny król · a7 – Czarny pionek · b7 – Czarny pionek · e7 – Czarny pionek · f7 – Czarny pionek · g7 – Czarny goniec · h7 – Czarny pionek · b6 – Czarny skoczek · c6 – Czarny pionek · f6 – Czarny skoczek · g6 – Czarny pionek · c5 – Biały hetman · g5 – Biały goniec · d4 – Biały pionek · e4 – Biały pionek · g4 – Czarny goniec · c3 – Biały skoczek · f3 – Biały skoczek · a2 – Biały pionek · b2 – Biały pionek · f2 – Biały pionek · g2 – Biały pionek · h2 – Biały pionek · d1 – Biała wieża · e1 – Biały król · f1 – Biały goniec · h1 – Biała wieża | a8 – Czarna wieża · d8 – Czarny hetman · f8 – Czarna wieża · g8 – Czarny król · a7 – Czarny pionek · b7 – Czarny pionek · e7 – Czarny pionek · f7 – Czarny pionek · g7 – Czarny goniec · h7 – Czarny pionek · b6 – Czarny skoczek · c6 – Czarny pionek · f6 – Czarny skoczek · g6 – Czarny pionek · c5 – Biały hetman · g5 – Biały goniec · d4 – Biały pionek · e4 – Biały pionek · g4 – Czarny goniec · c3 – Biały skoczek · f3 – Biały skoczek · a2 – Biały pionek · b2 – Biały pionek · f2 – Biały pionek · g2 – Biały pionek · h2 – Biały pionek · d1 – Biała wieża · e1 – Biały król · f1 – Biały goniec · h1 – Biała wieża | a8 – Czarna wieża · d8 – Czarny hetman · f8 – Czarna wieża · g8 – Czarny król · a7 – Czarny pionek · b7 – Czarny pionek · e7 – Czarny pionek · f7 – Czarny pionek · g7 – Czarny goniec · h7 – Czarny pionek · b6 – Czarny skoczek · c6 – Czarny pionek · f6 – Czarny skoczek · g6 – Czarny pionek · c5 – Biały hetman · g5 – Biały goniec · d4 – Biały pionek · e4 – Biały pionek · g4 – Czarny goniec · c3 – Biały skoczek · f3 – Biały skoczek · a2 – Biały pionek · b2 – Biały pionek · f2 – Biały pionek · g2 – Biały pionek · h2 – Biały pionek · d1 – Biała wieża · e1 – Biały król · f1 – Biały goniec · h1 – Biała wieża | a8 – Czarna wieża · d8 – Czarny hetman · f8 – Czarna wieża · g8 – Czarny król · a7 – Czarny pionek · b7 – Czarny pionek · e7 – Czarny pionek · f7 – Czarny pionek · g7 – Czarny goniec · h7 – Czarny pionek · b6 – Czarny skoczek · c6 – Czarny pionek · f6 – Czarny skoczek · g6 – Czarny pionek · c5 – Biały hetman · g5 – Biały goniec · d4 – Biały pionek · e4 – Biały pionek · g4 – Czarny goniec · c3 – Biały skoczek · f3 – Biały skoczek · a2 – Biały pionek · b2 – Biały pionek · f2 – Biały pionek · g2 – Biały pionek · h2 – Biały pionek · d1 – Biała wieża · e1 – Biały król · f1 – Biały goniec · h1 – Biała wieża | a8 – Czarna wieża · d8 – Czarny hetman · f8 – Czarna wieża · g8 – Czarny król · a7 – Czarny pionek · b7 – Czarny pionek · e7 – Czarny pionek · f7 – Czarny pionek · g7 – Czarny goniec · h7 – Czarny pionek · b6 – Czarny skoczek · c6 – Czarny pionek · f6 – Czarny skoczek · g6 – Czarny pionek · c5 – Biały hetman · g5 – Biały goniec · d4 – Biały pionek · e4 – Biały pionek · g4 – Czarny goniec · c3 – Biały skoczek · f3 – Biały skoczek · a2 – Biały pionek · b2 – Biały pionek · f2 – Biały pionek · g2 – Biały pionek · h2 – Biały pionek · d1 – Biała wieża · e1 – Biały król · f1 – Biały goniec · h1 – Biała wieża | a8 – Czarna wieża · d8 – Czarny hetman · f8 – Czarna wieża · g8 – Czarny król · a7 – Czarny pionek · b7 – Czarny pionek · e7 – Czarny pionek · f7 – Czarny pionek · g7 – Czarny goniec · h7 – Czarny pionek · b6 – Czarny skoczek · c6 – Czarny pionek · f6 – Czarny skoczek · g6 – Czarny pionek · c5 – Biały hetman · g5 – Biały goniec · d4 – Biały pionek · e4 – Biały pionek · g4 – Czarny goniec · c3 – Biały skoczek · f3 – Biały skoczek · a2 – Biały pionek · b2 – Biały pionek · f2 – Biały pionek · g2 – Biały pionek · h2 – Biały pionek · d1 – Biała wieża · e1 – Biały król · f1 – Biały goniec · h1 – Biała wieża | a8 – Czarna wieża · d8 – Czarny hetman · f8 – Czarna wieża · g8 – Czarny król · a7 – Czarny pionek · b7 – Czarny pionek · e7 – Czarny pionek · f7 – Czarny pionek · g7 – Czarny goniec · h7 – Czarny pionek · b6 – Czarny skoczek · c6 – Czarny pionek · f6 – Czarny skoczek · g6 – Czarny pionek · c5 – Biały hetman · g5 – Biały goniec · d4 – Biały pionek · e4 – Biały pionek · g4 – Czarny goniec · c3 – Biały skoczek · f3 – Biały skoczek · a2 – Biały pionek · b2 – Biały pionek · f2 – Biały pionek · g2 – Biały pionek · h2 – Biały pionek · d1 – Biała wieża · e1 – Biały król · f1 – Biały goniec · h1 – Biała wieża | 6 |
| 5 | a8 – Czarna wieża · d8 – Czarny hetman · f8 – Czarna wieża · g8 – Czarny król · a7 – Czarny pionek · b7 – Czarny pionek · e7 – Czarny pionek · f7 – Czarny pionek · g7 – Czarny goniec · h7 – Czarny pionek · b6 – Czarny skoczek · c6 – Czarny pionek · f6 – Czarny skoczek · g6 – Czarny pionek · c5 – Biały hetman · g5 – Biały goniec · d4 – Biały pionek · e4 – Biały pionek · g4 – Czarny goniec · c3 – Biały skoczek · f3 – Biały skoczek · a2 – Biały pionek · b2 – Biały pionek · f2 – Biały pionek · g2 – Biały pionek · h2 – Biały pionek · d1 – Biała wieża · e1 – Biały król · f1 – Biały goniec · h1 – Biała wieża | a8 – Czarna wieża · d8 – Czarny hetman · f8 – Czarna wieża · g8 – Czarny król · a7 – Czarny pionek · b7 – Czarny pionek · e7 – Czarny pionek · f7 – Czarny pionek · g7 – Czarny goniec · h7 – Czarny pionek · b6 – Czarny skoczek · c6 – Czarny pionek · f6 – Czarny skoczek · g6 – Czarny pionek · c5 – Biały hetman · g5 – Biały goniec · d4 – Biały pionek · e4 – Biały pionek · g4 – Czarny goniec · c3 – Biały skoczek · f3 – Biały skoczek · a2 – Biały pionek · b2 – Biały pionek · f2 – Biały pionek · g2 – Biały pionek · h2 – Biały pionek · d1 – Biała wieża · e1 – Biały król · f1 – Biały goniec · h1 – Biała wieża | a8 – Czarna wieża · d8 – Czarny hetman · f8 – Czarna wieża · g8 – Czarny król · a7 – Czarny pionek · b7 – Czarny pionek · e7 – Czarny pionek · f7 – Czarny pionek · g7 – Czarny goniec · h7 – Czarny pionek · b6 – Czarny skoczek · c6 – Czarny pionek · f6 – Czarny skoczek · g6 – Czarny pionek · c5 – Biały hetman · g5 – Biały goniec · d4 – Biały pionek · e4 – Biały pionek · g4 – Czarny goniec · c3 – Biały skoczek · f3 – Biały skoczek · a2 – Biały pionek · b2 – Biały pionek · f2 – Biały pionek · g2 – Biały pionek · h2 – Biały pionek · d1 – Biała wieża · e1 – Biały król · f1 – Biały goniec · h1 – Biała wieża | a8 – Czarna wieża · d8 – Czarny hetman · f8 – Czarna wieża · g8 – Czarny król · a7 – Czarny pionek · b7 – Czarny pionek · e7 – Czarny pionek · f7 – Czarny pionek · g7 – Czarny goniec · h7 – Czarny pionek · b6 – Czarny skoczek · c6 – Czarny pionek · f6 – Czarny skoczek · g6 – Czarny pionek · c5 – Biały hetman · g5 – Biały goniec · d4 – Biały pionek · e4 – Biały pionek · g4 – Czarny goniec · c3 – Biały skoczek · f3 – Biały skoczek · a2 – Biały pionek · b2 – Biały pionek · f2 – Biały pionek · g2 – Biały pionek · h2 – Biały pionek · d1 – Biała wieża · e1 – Biały król · f1 – Biały goniec · h1 – Biała wieża | a8 – Czarna wieża · d8 – Czarny hetman · f8 – Czarna wieża · g8 – Czarny król · a7 – Czarny pionek · b7 – Czarny pionek · e7 – Czarny pionek · f7 – Czarny pionek · g7 – Czarny goniec · h7 – Czarny pionek · b6 – Czarny skoczek · c6 – Czarny pionek · f6 – Czarny skoczek · g6 – Czarny pionek · c5 – Biały hetman · g5 – Biały goniec · d4 – Biały pionek · e4 – Biały pionek · g4 – Czarny goniec · c3 – Biały skoczek · f3 – Biały skoczek · a2 – Biały pionek · b2 – Biały pionek · f2 – Biały pionek · g2 – Biały pionek · h2 – Biały pionek · d1 – Biała wieża · e1 – Biały król · f1 – Biały goniec · h1 – Biała wieża | a8 – Czarna wieża · d8 – Czarny hetman · f8 – Czarna wieża · g8 – Czarny król · a7 – Czarny pionek · b7 – Czarny pionek · e7 – Czarny pionek · f7 – Czarny pionek · g7 – Czarny goniec · h7 – Czarny pionek · b6 – Czarny skoczek · c6 – Czarny pionek · f6 – Czarny skoczek · g6 – Czarny pionek · c5 – Biały hetman · g5 – Biały goniec · d4 – Biały pionek · e4 – Biały pionek · g4 – Czarny goniec · c3 – Biały skoczek · f3 – Biały skoczek · a2 – Biały pionek · b2 – Biały pionek · f2 – Biały pionek · g2 – Biały pionek · h2 – Biały pionek · d1 – Biała wieża · e1 – Biały król · f1 – Biały goniec · h1 – Biała wieża | a8 – Czarna wieża · d8 – Czarny hetman · f8 – Czarna wieża · g8 – Czarny król · a7 – Czarny pionek · b7 – Czarny pionek · e7 – Czarny pionek · f7 – Czarny pionek · g7 – Czarny goniec · h7 – Czarny pionek · b6 – Czarny skoczek · c6 – Czarny pionek · f6 – Czarny skoczek · g6 – Czarny pionek · c5 – Biały hetman · g5 – Biały goniec · d4 – Biały pionek · e4 – Biały pionek · g4 – Czarny goniec · c3 – Biały skoczek · f3 – Biały skoczek · a2 – Biały pionek · b2 – Biały pionek · f2 – Biały pionek · g2 – Biały pionek · h2 – Biały pionek · d1 – Biała wieża · e1 – Biały król · f1 – Biały goniec · h1 – Biała wieża | a8 – Czarna wieża · d8 – Czarny hetman · f8 – Czarna wieża · g8 – Czarny król · a7 – Czarny pionek · b7 – Czarny pionek · e7 – Czarny pionek · f7 – Czarny pionek · g7 – Czarny goniec · h7 – Czarny pionek · b6 – Czarny skoczek · c6 – Czarny pionek · f6 – Czarny skoczek · g6 – Czarny pionek · c5 – Biały hetman · g5 – Biały goniec · d4 – Biały pionek · e4 – Biały pionek · g4 – Czarny goniec · c3 – Biały skoczek · f3 – Biały skoczek · a2 – Biały pionek · b2 – Biały pionek · f2 – Biały pionek · g2 – Biały pionek · h2 – Biały pionek · d1 – Biała wieża · e1 – Biały król · f1 – Biały goniec · h1 – Biała wieża | 5 |
| 4 | a8 – Czarna wieża · d8 – Czarny hetman · f8 – Czarna wieża · g8 – Czarny król · a7 – Czarny pionek · b7 – Czarny pionek · e7 – Czarny pionek · f7 – Czarny pionek · g7 – Czarny goniec · h7 – Czarny pionek · b6 – Czarny skoczek · c6 – Czarny pionek · f6 – Czarny skoczek · g6 – Czarny pionek · c5 – Biały hetman · g5 – Biały goniec · d4 – Biały pionek · e4 – Biały pionek · g4 – Czarny goniec · c3 – Biały skoczek · f3 – Biały skoczek · a2 – Biały pionek · b2 – Biały pionek · f2 – Biały pionek · g2 – Biały pionek · h2 – Biały pionek · d1 – Biała wieża · e1 – Biały król · f1 – Biały goniec · h1 – Biała wieża | a8 – Czarna wieża · d8 – Czarny hetman · f8 – Czarna wieża · g8 – Czarny król · a7 – Czarny pionek · b7 – Czarny pionek · e7 – Czarny pionek · f7 – Czarny pionek · g7 – Czarny goniec · h7 – Czarny pionek · b6 – Czarny skoczek · c6 – Czarny pionek · f6 – Czarny skoczek · g6 – Czarny pionek · c5 – Biały hetman · g5 – Biały goniec · d4 – Biały pionek · e4 – Biały pionek · g4 – Czarny goniec · c3 – Biały skoczek · f3 – Biały skoczek · a2 – Biały pionek · b2 – Biały pionek · f2 – Biały pionek · g2 – Biały pionek · h2 – Biały pionek · d1 – Biała wieża · e1 – Biały król · f1 – Biały goniec · h1 – Biała wieża | a8 – Czarna wieża · d8 – Czarny hetman · f8 – Czarna wieża · g8 – Czarny król · a7 – Czarny pionek · b7 – Czarny pionek · e7 – Czarny pionek · f7 – Czarny pionek · g7 – Czarny goniec · h7 – Czarny pionek · b6 – Czarny skoczek · c6 – Czarny pionek · f6 – Czarny skoczek · g6 – Czarny pionek · c5 – Biały hetman · g5 – Biały goniec · d4 – Biały pionek · e4 – Biały pionek · g4 – Czarny goniec · c3 – Biały skoczek · f3 – Biały skoczek · a2 – Biały pionek · b2 – Biały pionek · f2 – Biały pionek · g2 – Biały pionek · h2 – Biały pionek · d1 – Biała wieża · e1 – Biały król · f1 – Biały goniec · h1 – Biała wieża | a8 – Czarna wieża · d8 – Czarny hetman · f8 – Czarna wieża · g8 – Czarny król · a7 – Czarny pionek · b7 – Czarny pionek · e7 – Czarny pionek · f7 – Czarny pionek · g7 – Czarny goniec · h7 – Czarny pionek · b6 – Czarny skoczek · c6 – Czarny pionek · f6 – Czarny skoczek · g6 – Czarny pionek · c5 – Biały hetman · g5 – Biały goniec · d4 – Biały pionek · e4 – Biały pionek · g4 – Czarny goniec · c3 – Biały skoczek · f3 – Biały skoczek · a2 – Biały pionek · b2 – Biały pionek · f2 – Biały pionek · g2 – Biały pionek · h2 – Biały pionek · d1 – Biała wieża · e1 – Biały król · f1 – Biały goniec · h1 – Biała wieża | a8 – Czarna wieża · d8 – Czarny hetman · f8 – Czarna wieża · g8 – Czarny król · a7 – Czarny pionek · b7 – Czarny pionek · e7 – Czarny pionek · f7 – Czarny pionek · g7 – Czarny goniec · h7 – Czarny pionek · b6 – Czarny skoczek · c6 – Czarny pionek · f6 – Czarny skoczek · g6 – Czarny pionek · c5 – Biały hetman · g5 – Biały goniec · d4 – Biały pionek · e4 – Biały pionek · g4 – Czarny goniec · c3 – Biały skoczek · f3 – Biały skoczek · a2 – Biały pionek · b2 – Biały pionek · f2 – Biały pionek · g2 – Biały pionek · h2 – Biały pionek · d1 – Biała wieża · e1 – Biały król · f1 – Biały goniec · h1 – Biała wieża | a8 – Czarna wieża · d8 – Czarny hetman · f8 – Czarna wieża · g8 – Czarny król · a7 – Czarny pionek · b7 – Czarny pionek · e7 – Czarny pionek · f7 – Czarny pionek · g7 – Czarny goniec · h7 – Czarny pionek · b6 – Czarny skoczek · c6 – Czarny pionek · f6 – Czarny skoczek · g6 – Czarny pionek · c5 – Biały hetman · g5 – Biały goniec · d4 – Biały pionek · e4 – Biały pionek · g4 – Czarny goniec · c3 – Biały skoczek · f3 – Biały skoczek · a2 – Biały pionek · b2 – Biały pionek · f2 – Biały pionek · g2 – Biały pionek · h2 – Biały pionek · d1 – Biała wieża · e1 – Biały król · f1 – Biały goniec · h1 – Biała wieża | a8 – Czarna wieża · d8 – Czarny hetman · f8 – Czarna wieża · g8 – Czarny król · a7 – Czarny pionek · b7 – Czarny pionek · e7 – Czarny pionek · f7 – Czarny pionek · g7 – Czarny goniec · h7 – Czarny pionek · b6 – Czarny skoczek · c6 – Czarny pionek · f6 – Czarny skoczek · g6 – Czarny pionek · c5 – Biały hetman · g5 – Biały goniec · d4 – Biały pionek · e4 – Biały pionek · g4 – Czarny goniec · c3 – Biały skoczek · f3 – Biały skoczek · a2 – Biały pionek · b2 – Biały pionek · f2 – Biały pionek · g2 – Biały pionek · h2 – Biały pionek · d1 – Biała wieża · e1 – Biały król · f1 – Biały goniec · h1 – Biała wieża | a8 – Czarna wieża · d8 – Czarny hetman · f8 – Czarna wieża · g8 – Czarny król · a7 – Czarny pionek · b7 – Czarny pionek · e7 – Czarny pionek · f7 – Czarny pionek · g7 – Czarny goniec · h7 – Czarny pionek · b6 – Czarny skoczek · c6 – Czarny pionek · f6 – Czarny skoczek · g6 – Czarny pionek · c5 – Biały hetman · g5 – Biały goniec · d4 – Biały pionek · e4 – Biały pionek · g4 – Czarny goniec · c3 – Biały skoczek · f3 – Biały skoczek · a2 – Biały pionek · b2 – Biały pionek · f2 – Biały pionek · g2 – Biały pionek · h2 – Biały pionek · d1 – Biała wieża · e1 – Biały król · f1 – Biały goniec · h1 – Biała wieża | 4 |
| 3 | a8 – Czarna wieża · d8 – Czarny hetman · f8 – Czarna wieża · g8 – Czarny król · a7 – Czarny pionek · b7 – Czarny pionek · e7 – Czarny pionek · f7 – Czarny pionek · g7 – Czarny goniec · h7 – Czarny pionek · b6 – Czarny skoczek · c6 – Czarny pionek · f6 – Czarny skoczek · g6 – Czarny pionek · c5 – Biały hetman · g5 – Biały goniec · d4 – Biały pionek · e4 – Biały pionek · g4 – Czarny goniec · c3 – Biały skoczek · f3 – Biały skoczek · a2 – Biały pionek · b2 – Biały pionek · f2 – Biały pionek · g2 – Biały pionek · h2 – Biały pionek · d1 – Biała wieża · e1 – Biały król · f1 – Biały goniec · h1 – Biała wieża | a8 – Czarna wieża · d8 – Czarny hetman · f8 – Czarna wieża · g8 – Czarny król · a7 – Czarny pionek · b7 – Czarny pionek · e7 – Czarny pionek · f7 – Czarny pionek · g7 – Czarny goniec · h7 – Czarny pionek · b6 – Czarny skoczek · c6 – Czarny pionek · f6 – Czarny skoczek · g6 – Czarny pionek · c5 – Biały hetman · g5 – Biały goniec · d4 – Biały pionek · e4 – Biały pionek · g4 – Czarny goniec · c3 – Biały skoczek · f3 – Biały skoczek · a2 – Biały pionek · b2 – Biały pionek · f2 – Biały pionek · g2 – Biały pionek · h2 – Biały pionek · d1 – Biała wieża · e1 – Biały król · f1 – Biały goniec · h1 – Biała wieża | a8 – Czarna wieża · d8 – Czarny hetman · f8 – Czarna wieża · g8 – Czarny król · a7 – Czarny pionek · b7 – Czarny pionek · e7 – Czarny pionek · f7 – Czarny pionek · g7 – Czarny goniec · h7 – Czarny pionek · b6 – Czarny skoczek · c6 – Czarny pionek · f6 – Czarny skoczek · g6 – Czarny pionek · c5 – Biały hetman · g5 – Biały goniec · d4 – Biały pionek · e4 – Biały pionek · g4 – Czarny goniec · c3 – Biały skoczek · f3 – Biały skoczek · a2 – Biały pionek · b2 – Biały pionek · f2 – Biały pionek · g2 – Biały pionek · h2 – Biały pionek · d1 – Biała wieża · e1 – Biały król · f1 – Biały goniec · h1 – Biała wieża | a8 – Czarna wieża · d8 – Czarny hetman · f8 – Czarna wieża · g8 – Czarny król · a7 – Czarny pionek · b7 – Czarny pionek · e7 – Czarny pionek · f7 – Czarny pionek · g7 – Czarny goniec · h7 – Czarny pionek · b6 – Czarny skoczek · c6 – Czarny pionek · f6 – Czarny skoczek · g6 – Czarny pionek · c5 – Biały hetman · g5 – Biały goniec · d4 – Biały pionek · e4 – Biały pionek · g4 – Czarny goniec · c3 – Biały skoczek · f3 – Biały skoczek · a2 – Biały pionek · b2 – Biały pionek · f2 – Biały pionek · g2 – Biały pionek · h2 – Biały pionek · d1 – Biała wieża · e1 – Biały król · f1 – Biały goniec · h1 – Biała wieża | a8 – Czarna wieża · d8 – Czarny hetman · f8 – Czarna wieża · g8 – Czarny król · a7 – Czarny pionek · b7 – Czarny pionek · e7 – Czarny pionek · f7 – Czarny pionek · g7 – Czarny goniec · h7 – Czarny pionek · b6 – Czarny skoczek · c6 – Czarny pionek · f6 – Czarny skoczek · g6 – Czarny pionek · c5 – Biały hetman · g5 – Biały goniec · d4 – Biały pionek · e4 – Biały pionek · g4 – Czarny goniec · c3 – Biały skoczek · f3 – Biały skoczek · a2 – Biały pionek · b2 – Biały pionek · f2 – Biały pionek · g2 – Biały pionek · h2 – Biały pionek · d1 – Biała wieża · e1 – Biały król · f1 – Biały goniec · h1 – Biała wieża | a8 – Czarna wieża · d8 – Czarny hetman · f8 – Czarna wieża · g8 – Czarny król · a7 – Czarny pionek · b7 – Czarny pionek · e7 – Czarny pionek · f7 – Czarny pionek · g7 – Czarny goniec · h7 – Czarny pionek · b6 – Czarny skoczek · c6 – Czarny pionek · f6 – Czarny skoczek · g6 – Czarny pionek · c5 – Biały hetman · g5 – Biały goniec · d4 – Biały pionek · e4 – Biały pionek · g4 – Czarny goniec · c3 – Biały skoczek · f3 – Biały skoczek · a2 – Biały pionek · b2 – Biały pionek · f2 – Biały pionek · g2 – Biały pionek · h2 – Biały pionek · d1 – Biała wieża · e1 – Biały król · f1 – Biały goniec · h1 – Biała wieża | a8 – Czarna wieża · d8 – Czarny hetman · f8 – Czarna wieża · g8 – Czarny król · a7 – Czarny pionek · b7 – Czarny pionek · e7 – Czarny pionek · f7 – Czarny pionek · g7 – Czarny goniec · h7 – Czarny pionek · b6 – Czarny skoczek · c6 – Czarny pionek · f6 – Czarny skoczek · g6 – Czarny pionek · c5 – Biały hetman · g5 – Biały goniec · d4 – Biały pionek · e4 – Biały pionek · g4 – Czarny goniec · c3 – Biały skoczek · f3 – Biały skoczek · a2 – Biały pionek · b2 – Biały pionek · f2 – Biały pionek · g2 – Biały pionek · h2 – Biały pionek · d1 – Biała wieża · e1 – Biały król · f1 – Biały goniec · h1 – Biała wieża | a8 – Czarna wieża · d8 – Czarny hetman · f8 – Czarna wieża · g8 – Czarny król · a7 – Czarny pionek · b7 – Czarny pionek · e7 – Czarny pionek · f7 – Czarny pionek · g7 – Czarny goniec · h7 – Czarny pionek · b6 – Czarny skoczek · c6 – Czarny pionek · f6 – Czarny skoczek · g6 – Czarny pionek · c5 – Biały hetman · g5 – Biały goniec · d4 – Biały pionek · e4 – Biały pionek · g4 – Czarny goniec · c3 – Biały skoczek · f3 – Biały skoczek · a2 – Biały pionek · b2 – Biały pionek · f2 – Biały pionek · g2 – Biały pionek · h2 – Biały pionek · d1 – Biała wieża · e1 – Biały król · f1 – Biały goniec · h1 – Biała wieża | 3 |
| 2 | a8 – Czarna wieża · d8 – Czarny hetman · f8 – Czarna wieża · g8 – Czarny król · a7 – Czarny pionek · b7 – Czarny pionek · e7 – Czarny pionek · f7 – Czarny pionek · g7 – Czarny goniec · h7 – Czarny pionek · b6 – Czarny skoczek · c6 – Czarny pionek · f6 – Czarny skoczek · g6 – Czarny pionek · c5 – Biały hetman · g5 – Biały goniec · d4 – Biały pionek · e4 – Biały pionek · g4 – Czarny goniec · c3 – Biały skoczek · f3 – Biały skoczek · a2 – Biały pionek · b2 – Biały pionek · f2 – Biały pionek · g2 – Biały pionek · h2 – Biały pionek · d1 – Biała wieża · e1 – Biały król · f1 – Biały goniec · h1 – Biała wieża | a8 – Czarna wieża · d8 – Czarny hetman · f8 – Czarna wieża · g8 – Czarny król · a7 – Czarny pionek · b7 – Czarny pionek · e7 – Czarny pionek · f7 – Czarny pionek · g7 – Czarny goniec · h7 – Czarny pionek · b6 – Czarny skoczek · c6 – Czarny pionek · f6 – Czarny skoczek · g6 – Czarny pionek · c5 – Biały hetman · g5 – Biały goniec · d4 – Biały pionek · e4 – Biały pionek · g4 – Czarny goniec · c3 – Biały skoczek · f3 – Biały skoczek · a2 – Biały pionek · b2 – Biały pionek · f2 – Biały pionek · g2 – Biały pionek · h2 – Biały pionek · d1 – Biała wieża · e1 – Biały król · f1 – Biały goniec · h1 – Biała wieża | a8 – Czarna wieża · d8 – Czarny hetman · f8 – Czarna wieża · g8 – Czarny król · a7 – Czarny pionek · b7 – Czarny pionek · e7 – Czarny pionek · f7 – Czarny pionek · g7 – Czarny goniec · h7 – Czarny pionek · b6 – Czarny skoczek · c6 – Czarny pionek · f6 – Czarny skoczek · g6 – Czarny pionek · c5 – Biały hetman · g5 – Biały goniec · d4 – Biały pionek · e4 – Biały pionek · g4 – Czarny goniec · c3 – Biały skoczek · f3 – Biały skoczek · a2 – Biały pionek · b2 – Biały pionek · f2 – Biały pionek · g2 – Biały pionek · h2 – Biały pionek · d1 – Biała wieża · e1 – Biały król · f1 – Biały goniec · h1 – Biała wieża | a8 – Czarna wieża · d8 – Czarny hetman · f8 – Czarna wieża · g8 – Czarny król · a7 – Czarny pionek · b7 – Czarny pionek · e7 – Czarny pionek · f7 – Czarny pionek · g7 – Czarny goniec · h7 – Czarny pionek · b6 – Czarny skoczek · c6 – Czarny pionek · f6 – Czarny skoczek · g6 – Czarny pionek · c5 – Biały hetman · g5 – Biały goniec · d4 – Biały pionek · e4 – Biały pionek · g4 – Czarny goniec · c3 – Biały skoczek · f3 – Biały skoczek · a2 – Biały pionek · b2 – Biały pionek · f2 – Biały pionek · g2 – Biały pionek · h2 – Biały pionek · d1 – Biała wieża · e1 – Biały król · f1 – Biały goniec · h1 – Biała wieża | a8 – Czarna wieża · d8 – Czarny hetman · f8 – Czarna wieża · g8 – Czarny król · a7 – Czarny pionek · b7 – Czarny pionek · e7 – Czarny pionek · f7 – Czarny pionek · g7 – Czarny goniec · h7 – Czarny pionek · b6 – Czarny skoczek · c6 – Czarny pionek · f6 – Czarny skoczek · g6 – Czarny pionek · c5 – Biały hetman · g5 – Biały goniec · d4 – Biały pionek · e4 – Biały pionek · g4 – Czarny goniec · c3 – Biały skoczek · f3 – Biały skoczek · a2 – Biały pionek · b2 – Biały pionek · f2 – Biały pionek · g2 – Biały pionek · h2 – Biały pionek · d1 – Biała wieża · e1 – Biały król · f1 – Biały goniec · h1 – Biała wieża | a8 – Czarna wieża · d8 – Czarny hetman · f8 – Czarna wieża · g8 – Czarny król · a7 – Czarny pionek · b7 – Czarny pionek · e7 – Czarny pionek · f7 – Czarny pionek · g7 – Czarny goniec · h7 – Czarny pionek · b6 – Czarny skoczek · c6 – Czarny pionek · f6 – Czarny skoczek · g6 – Czarny pionek · c5 – Biały hetman · g5 – Biały goniec · d4 – Biały pionek · e4 – Biały pionek · g4 – Czarny goniec · c3 – Biały skoczek · f3 – Biały skoczek · a2 – Biały pionek · b2 – Biały pionek · f2 – Biały pionek · g2 – Biały pionek · h2 – Biały pionek · d1 – Biała wieża · e1 – Biały król · f1 – Biały goniec · h1 – Biała wieża | a8 – Czarna wieża · d8 – Czarny hetman · f8 – Czarna wieża · g8 – Czarny król · a7 – Czarny pionek · b7 – Czarny pionek · e7 – Czarny pionek · f7 – Czarny pionek · g7 – Czarny goniec · h7 – Czarny pionek · b6 – Czarny skoczek · c6 – Czarny pionek · f6 – Czarny skoczek · g6 – Czarny pionek · c5 – Biały hetman · g5 – Biały goniec · d4 – Biały pionek · e4 – Biały pionek · g4 – Czarny goniec · c3 – Biały skoczek · f3 – Biały skoczek · a2 – Biały pionek · b2 – Biały pionek · f2 – Biały pionek · g2 – Biały pionek · h2 – Biały pionek · d1 – Biała wieża · e1 – Biały król · f1 – Biały goniec · h1 – Biała wieża | a8 – Czarna wieża · d8 – Czarny hetman · f8 – Czarna wieża · g8 – Czarny król · a7 – Czarny pionek · b7 – Czarny pionek · e7 – Czarny pionek · f7 – Czarny pionek · g7 – Czarny goniec · h7 – Czarny pionek · b6 – Czarny skoczek · c6 – Czarny pionek · f6 – Czarny skoczek · g6 – Czarny pionek · c5 – Biały hetman · g5 – Biały goniec · d4 – Biały pionek · e4 – Biały pionek · g4 – Czarny goniec · c3 – Biały skoczek · f3 – Biały skoczek · a2 – Biały pionek · b2 – Biały pionek · f2 – Biały pionek · g2 – Biały pionek · h2 – Biały pionek · d1 – Biała wieża · e1 – Biały król · f1 – Biały goniec · h1 – Biała wieża | 2 |
| 1 | a8 – Czarna wieża · d8 – Czarny hetman · f8 – Czarna wieża · g8 – Czarny król · a7 – Czarny pionek · b7 – Czarny pionek · e7 – Czarny pionek · f7 – Czarny pionek · g7 – Czarny goniec · h7 – Czarny pionek · b6 – Czarny skoczek · c6 – Czarny pionek · f6 – Czarny skoczek · g6 – Czarny pionek · c5 – Biały hetman · g5 – Biały goniec · d4 – Biały pionek · e4 – Biały pionek · g4 – Czarny goniec · c3 – Biały skoczek · f3 – Biały skoczek · a2 – Biały pionek · b2 – Biały pionek · f2 – Biały pionek · g2 – Biały pionek · h2 – Biały pionek · d1 – Biała wieża · e1 – Biały król · f1 – Biały goniec · h1 – Biała wieża | a8 – Czarna wieża · d8 – Czarny hetman · f8 – Czarna wieża · g8 – Czarny król · a7 – Czarny pionek · b7 – Czarny pionek · e7 – Czarny pionek · f7 – Czarny pionek · g7 – Czarny goniec · h7 – Czarny pionek · b6 – Czarny skoczek · c6 – Czarny pionek · f6 – Czarny skoczek · g6 – Czarny pionek · c5 – Biały hetman · g5 – Biały goniec · d4 – Biały pionek · e4 – Biały pionek · g4 – Czarny goniec · c3 – Biały skoczek · f3 – Biały skoczek · a2 – Biały pionek · b2 – Biały pionek · f2 – Biały pionek · g2 – Biały pionek · h2 – Biały pionek · d1 – Biała wieża · e1 – Biały król · f1 – Biały goniec · h1 – Biała wieża | a8 – Czarna wieża · d8 – Czarny hetman · f8 – Czarna wieża · g8 – Czarny król · a7 – Czarny pionek · b7 – Czarny pionek · e7 – Czarny pionek · f7 – Czarny pionek · g7 – Czarny goniec · h7 – Czarny pionek · b6 – Czarny skoczek · c6 – Czarny pionek · f6 – Czarny skoczek · g6 – Czarny pionek · c5 – Biały hetman · g5 – Biały goniec · d4 – Biały pionek · e4 – Biały pionek · g4 – Czarny goniec · c3 – Biały skoczek · f3 – Biały skoczek · a2 – Biały pionek · b2 – Biały pionek · f2 – Biały pionek · g2 – Biały pionek · h2 – Biały pionek · d1 – Biała wieża · e1 – Biały król · f1 – Biały goniec · h1 – Biała wieża | a8 – Czarna wieża · d8 – Czarny hetman · f8 – Czarna wieża · g8 – Czarny król · a7 – Czarny pionek · b7 – Czarny pionek · e7 – Czarny pionek · f7 – Czarny pionek · g7 – Czarny goniec · h7 – Czarny pionek · b6 – Czarny skoczek · c6 – Czarny pionek · f6 – Czarny skoczek · g6 – Czarny pionek · c5 – Biały hetman · g5 – Biały goniec · d4 – Biały pionek · e4 – Biały pionek · g4 – Czarny goniec · c3 – Biały skoczek · f3 – Biały skoczek · a2 – Biały pionek · b2 – Biały pionek · f2 – Biały pionek · g2 – Biały pionek · h2 – Biały pionek · d1 – Biała wieża · e1 – Biały król · f1 – Biały goniec · h1 – Biała wieża | a8 – Czarna wieża · d8 – Czarny hetman · f8 – Czarna wieża · g8 – Czarny król · a7 – Czarny pionek · b7 – Czarny pionek · e7 – Czarny pionek · f7 – Czarny pionek · g7 – Czarny goniec · h7 – Czarny pionek · b6 – Czarny skoczek · c6 – Czarny pionek · f6 – Czarny skoczek · g6 – Czarny pionek · c5 – Biały hetman · g5 – Biały goniec · d4 – Biały pionek · e4 – Biały pionek · g4 – Czarny goniec · c3 – Biały skoczek · f3 – Biały skoczek · a2 – Biały pionek · b2 – Biały pionek · f2 – Biały pionek · g2 – Biały pionek · h2 – Biały pionek · d1 – Biała wieża · e1 – Biały król · f1 – Biały goniec · h1 – Biała wieża | a8 – Czarna wieża · d8 – Czarny hetman · f8 – Czarna wieża · g8 – Czarny król · a7 – Czarny pionek · b7 – Czarny pionek · e7 – Czarny pionek · f7 – Czarny pionek · g7 – Czarny goniec · h7 – Czarny pionek · b6 – Czarny skoczek · c6 – Czarny pionek · f6 – Czarny skoczek · g6 – Czarny pionek · c5 – Biały hetman · g5 – Biały goniec · d4 – Biały pionek · e4 – Biały pionek · g4 – Czarny goniec · c3 – Biały skoczek · f3 – Biały skoczek · a2 – Biały pionek · b2 – Biały pionek · f2 – Biały pionek · g2 – Biały pionek · h2 – Biały pionek · d1 – Biała wieża · e1 – Biały król · f1 – Biały goniec · h1 – Biała wieża | a8 – Czarna wieża · d8 – Czarny hetman · f8 – Czarna wieża · g8 – Czarny król · a7 – Czarny pionek · b7 – Czarny pionek · e7 – Czarny pionek · f7 – Czarny pionek · g7 – Czarny goniec · h7 – Czarny pionek · b6 – Czarny skoczek · c6 – Czarny pionek · f6 – Czarny skoczek · g6 – Czarny pionek · c5 – Biały hetman · g5 – Biały goniec · d4 – Biały pionek · e4 – Biały pionek · g4 – Czarny goniec · c3 – Biały skoczek · f3 – Biały skoczek · a2 – Biały pionek · b2 – Biały pionek · f2 – Biały pionek · g2 – Biały pionek · h2 – Biały pionek · d1 – Biała wieża · e1 – Biały król · f1 – Biały goniec · h1 – Biała wieża | a8 – Czarna wieża · d8 – Czarny hetman · f8 – Czarna wieża · g8 – Czarny król · a7 – Czarny pionek · b7 – Czarny pionek · e7 – Czarny pionek · f7 – Czarny pionek · g7 – Czarny goniec · h7 – Czarny pionek · b6 – Czarny skoczek · c6 – Czarny pionek · f6 – Czarny skoczek · g6 – Czarny pionek · c5 – Biały hetman · g5 – Biały goniec · d4 – Biały pionek · e4 – Biały pionek · g4 – Czarny goniec · c3 – Biały skoczek · f3 – Biały skoczek · a2 – Biały pionek · b2 – Biały pionek · f2 – Biały pionek · g2 – Biały pionek · h2 – Biały pionek · d1 – Biała wieża · e1 – Biały król · f1 – Biały goniec · h1 – Biała wieża | 1 |
|   | a | b | c | d | e | f | g | h |   |

Białe: Donald Byrne
Czarne: Bobby Fischer
Otwarcie: Obrona Grünfelda, D92
|   | a | b | c | d | e | f | g | h |   |
| 8 | a8 – Czarna wieża · e8 – Czarna wieża · g8 – Czarny król · a7 – Czarny pionek · b7 – Czarny pionek · f7 – Czarny pionek · g7 – Czarny goniec · h7 – Czarny pionek · b6 – Czarny hetman · c6 – Czarny pionek · e6 – Czarny goniec · g6 – Czarny pionek · c5 – Biały goniec · c4 – Biały goniec · d4 – Biały pionek · a3 – Biały hetman · c3 – Czarny skoczek · f3 – Biały skoczek · a2 – Biały pionek · f2 – Biały pionek · g2 – Biały pionek · h2 – Biały pionek · d1 – Biała wieża · f1 – Biały król · h1 – Biała wieża | a8 – Czarna wieża · e8 – Czarna wieża · g8 – Czarny król · a7 – Czarny pionek · b7 – Czarny pionek · f7 – Czarny pionek · g7 – Czarny goniec · h7 – Czarny pionek · b6 – Czarny hetman · c6 – Czarny pionek · e6 – Czarny goniec · g6 – Czarny pionek · c5 – Biały goniec · c4 – Biały goniec · d4 – Biały pionek · a3 – Biały hetman · c3 – Czarny skoczek · f3 – Biały skoczek · a2 – Biały pionek · f2 – Biały pionek · g2 – Biały pionek · h2 – Biały pionek · d1 – Biała wieża · f1 – Biały król · h1 – Biała wieża | a8 – Czarna wieża · e8 – Czarna wieża · g8 – Czarny król · a7 – Czarny pionek · b7 – Czarny pionek · f7 – Czarny pionek · g7 – Czarny goniec · h7 – Czarny pionek · b6 – Czarny hetman · c6 – Czarny pionek · e6 – Czarny goniec · g6 – Czarny pionek · c5 – Biały goniec · c4 – Biały goniec · d4 – Biały pionek · a3 – Biały hetman · c3 – Czarny skoczek · f3 – Biały skoczek · a2 – Biały pionek · f2 – Biały pionek · g2 – Biały pionek · h2 – Biały pionek · d1 – Biała wieża · f1 – Biały król · h1 – Biała wieża | a8 – Czarna wieża · e8 – Czarna wieża · g8 – Czarny król · a7 – Czarny pionek · b7 – Czarny pionek · f7 – Czarny pionek · g7 – Czarny goniec · h7 – Czarny pionek · b6 – Czarny hetman · c6 – Czarny pionek · e6 – Czarny goniec · g6 – Czarny pionek · c5 – Biały goniec · c4 – Biały goniec · d4 – Biały pionek · a3 – Biały hetman · c3 – Czarny skoczek · f3 – Biały skoczek · a2 – Biały pionek · f2 – Biały pionek · g2 – Biały pionek · h2 – Biały pionek · d1 – Biała wieża · f1 – Biały król · h1 – Biała wieża | a8 – Czarna wieża · e8 – Czarna wieża · g8 – Czarny król · a7 – Czarny pionek · b7 – Czarny pionek · f7 – Czarny pionek · g7 – Czarny goniec · h7 – Czarny pionek · b6 – Czarny hetman · c6 – Czarny pionek · e6 – Czarny goniec · g6 – Czarny pionek · c5 – Biały goniec · c4 – Biały goniec · d4 – Biały pionek · a3 – Biały hetman · c3 – Czarny skoczek · f3 – Biały skoczek · a2 – Biały pionek · f2 – Biały pionek · g2 – Biały pionek · h2 – Biały pionek · d1 – Biała wieża · f1 – Biały król · h1 – Biała wieża | a8 – Czarna wieża · e8 – Czarna wieża · g8 – Czarny król · a7 – Czarny pionek · b7 – Czarny pionek · f7 – Czarny pionek · g7 – Czarny goniec · h7 – Czarny pionek · b6 – Czarny hetman · c6 – Czarny pionek · e6 – Czarny goniec · g6 – Czarny pionek · c5 – Biały goniec · c4 – Biały goniec · d4 – Biały pionek · a3 – Biały hetman · c3 – Czarny skoczek · f3 – Biały skoczek · a2 – Biały pionek · f2 – Biały pionek · g2 – Biały pionek · h2 – Biały pionek · d1 – Biała wieża · f1 – Biały król · h1 – Biała wieża | a8 – Czarna wieża · e8 – Czarna wieża · g8 – Czarny król · a7 – Czarny pionek · b7 – Czarny pionek · f7 – Czarny pionek · g7 – Czarny goniec · h7 – Czarny pionek · b6 – Czarny hetman · c6 – Czarny pionek · e6 – Czarny goniec · g6 – Czarny pionek · c5 – Biały goniec · c4 – Biały goniec · d4 – Biały pionek · a3 – Biały hetman · c3 – Czarny skoczek · f3 – Biały skoczek · a2 – Biały pionek · f2 – Biały pionek · g2 – Biały pionek · h2 – Biały pionek · d1 – Biała wieża · f1 – Biały król · h1 – Biała wieża | a8 – Czarna wieża · e8 – Czarna wieża · g8 – Czarny król · a7 – Czarny pionek · b7 – Czarny pionek · f7 – Czarny pionek · g7 – Czarny goniec · h7 – Czarny pionek · b6 – Czarny hetman · c6 – Czarny pionek · e6 – Czarny goniec · g6 – Czarny pionek · c5 – Biały goniec · c4 – Biały goniec · d4 – Biały pionek · a3 – Biały hetman · c3 – Czarny skoczek · f3 – Biały skoczek · a2 – Biały pionek · f2 – Biały pionek · g2 – Biały pionek · h2 – Biały pionek · d1 – Biała wieża · f1 – Biały król · h1 – Biała wieża | 8 |
| 7 | a8 – Czarna wieża · e8 – Czarna wieża · g8 – Czarny król · a7 – Czarny pionek · b7 – Czarny pionek · f7 – Czarny pionek · g7 – Czarny goniec · h7 – Czarny pionek · b6 – Czarny hetman · c6 – Czarny pionek · e6 – Czarny goniec · g6 – Czarny pionek · c5 – Biały goniec · c4 – Biały goniec · d4 – Biały pionek · a3 – Biały hetman · c3 – Czarny skoczek · f3 – Biały skoczek · a2 – Biały pionek · f2 – Biały pionek · g2 – Biały pionek · h2 – Biały pionek · d1 – Biała wieża · f1 – Biały król · h1 – Biała wieża | a8 – Czarna wieża · e8 – Czarna wieża · g8 – Czarny król · a7 – Czarny pionek · b7 – Czarny pionek · f7 – Czarny pionek · g7 – Czarny goniec · h7 – Czarny pionek · b6 – Czarny hetman · c6 – Czarny pionek · e6 – Czarny goniec · g6 – Czarny pionek · c5 – Biały goniec · c4 – Biały goniec · d4 – Biały pionek · a3 – Biały hetman · c3 – Czarny skoczek · f3 – Biały skoczek · a2 – Biały pionek · f2 – Biały pionek · g2 – Biały pionek · h2 – Biały pionek · d1 – Biała wieża · f1 – Biały król · h1 – Biała wieża | a8 – Czarna wieża · e8 – Czarna wieża · g8 – Czarny król · a7 – Czarny pionek · b7 – Czarny pionek · f7 – Czarny pionek · g7 – Czarny goniec · h7 – Czarny pionek · b6 – Czarny hetman · c6 – Czarny pionek · e6 – Czarny goniec · g6 – Czarny pionek · c5 – Biały goniec · c4 – Biały goniec · d4 – Biały pionek · a3 – Biały hetman · c3 – Czarny skoczek · f3 – Biały skoczek · a2 – Biały pionek · f2 – Biały pionek · g2 – Biały pionek · h2 – Biały pionek · d1 – Biała wieża · f1 – Biały król · h1 – Biała wieża | a8 – Czarna wieża · e8 – Czarna wieża · g8 – Czarny król · a7 – Czarny pionek · b7 – Czarny pionek · f7 – Czarny pionek · g7 – Czarny goniec · h7 – Czarny pionek · b6 – Czarny hetman · c6 – Czarny pionek · e6 – Czarny goniec · g6 – Czarny pionek · c5 – Biały goniec · c4 – Biały goniec · d4 – Biały pionek · a3 – Biały hetman · c3 – Czarny skoczek · f3 – Biały skoczek · a2 – Biały pionek · f2 – Biały pionek · g2 – Biały pionek · h2 – Biały pionek · d1 – Biała wieża · f1 – Biały król · h1 – Biała wieża | a8 – Czarna wieża · e8 – Czarna wieża · g8 – Czarny król · a7 – Czarny pionek · b7 – Czarny pionek · f7 – Czarny pionek · g7 – Czarny goniec · h7 – Czarny pionek · b6 – Czarny hetman · c6 – Czarny pionek · e6 – Czarny goniec · g6 – Czarny pionek · c5 – Biały goniec · c4 – Biały goniec · d4 – Biały pionek · a3 – Biały hetman · c3 – Czarny skoczek · f3 – Biały skoczek · a2 – Biały pionek · f2 – Biały pionek · g2 – Biały pionek · h2 – Biały pionek · d1 – Biała wieża · f1 – Biały król · h1 – Biała wieża | a8 – Czarna wieża · e8 – Czarna wieża · g8 – Czarny król · a7 – Czarny pionek · b7 – Czarny pionek · f7 – Czarny pionek · g7 – Czarny goniec · h7 – Czarny pionek · b6 – Czarny hetman · c6 – Czarny pionek · e6 – Czarny goniec · g6 – Czarny pionek · c5 – Biały goniec · c4 – Biały goniec · d4 – Biały pionek · a3 – Biały hetman · c3 – Czarny skoczek · f3 – Biały skoczek · a2 – Biały pionek · f2 – Biały pionek · g2 – Biały pionek · h2 – Biały pionek · d1 – Biała wieża · f1 – Biały król · h1 – Biała wieża | a8 – Czarna wieża · e8 – Czarna wieża · g8 – Czarny król · a7 – Czarny pionek · b7 – Czarny pionek · f7 – Czarny pionek · g7 – Czarny goniec · h7 – Czarny pionek · b6 – Czarny hetman · c6 – Czarny pionek · e6 – Czarny goniec · g6 – Czarny pionek · c5 – Biały goniec · c4 – Biały goniec · d4 – Biały pionek · a3 – Biały hetman · c3 – Czarny skoczek · f3 – Biały skoczek · a2 – Biały pionek · f2 – Biały pionek · g2 – Biały pionek · h2 – Biały pionek · d1 – Biała wieża · f1 – Biały król · h1 – Biała wieża | a8 – Czarna wieża · e8 – Czarna wieża · g8 – Czarny król · a7 – Czarny pionek · b7 – Czarny pionek · f7 – Czarny pionek · g7 – Czarny goniec · h7 – Czarny pionek · b6 – Czarny hetman · c6 – Czarny pionek · e6 – Czarny goniec · g6 – Czarny pionek · c5 – Biały goniec · c4 – Biały goniec · d4 – Biały pionek · a3 – Biały hetman · c3 – Czarny skoczek · f3 – Biały skoczek · a2 – Biały pionek · f2 – Biały pionek · g2 – Biały pionek · h2 – Biały pionek · d1 – Biała wieża · f1 – Biały król · h1 – Biała wieża | 7 |
| 6 | a8 – Czarna wieża · e8 – Czarna wieża · g8 – Czarny król · a7 – Czarny pionek · b7 – Czarny pionek · f7 – Czarny pionek · g7 – Czarny goniec · h7 – Czarny pionek · b6 – Czarny hetman · c6 – Czarny pionek · e6 – Czarny goniec · g6 – Czarny pionek · c5 – Biały goniec · c4 – Biały goniec · d4 – Biały pionek · a3 – Biały hetman · c3 – Czarny skoczek · f3 – Biały skoczek · a2 – Biały pionek · f2 – Biały pionek · g2 – Biały pionek · h2 – Biały pionek · d1 – Biała wieża · f1 – Biały król · h1 – Biała wieża | a8 – Czarna wieża · e8 – Czarna wieża · g8 – Czarny król · a7 – Czarny pionek · b7 – Czarny pionek · f7 – Czarny pionek · g7 – Czarny goniec · h7 – Czarny pionek · b6 – Czarny hetman · c6 – Czarny pionek · e6 – Czarny goniec · g6 – Czarny pionek · c5 – Biały goniec · c4 – Biały goniec · d4 – Biały pionek · a3 – Biały hetman · c3 – Czarny skoczek · f3 – Biały skoczek · a2 – Biały pionek · f2 – Biały pionek · g2 – Biały pionek · h2 – Biały pionek · d1 – Biała wieża · f1 – Biały król · h1 – Biała wieża | a8 – Czarna wieża · e8 – Czarna wieża · g8 – Czarny król · a7 – Czarny pionek · b7 – Czarny pionek · f7 – Czarny pionek · g7 – Czarny goniec · h7 – Czarny pionek · b6 – Czarny hetman · c6 – Czarny pionek · e6 – Czarny goniec · g6 – Czarny pionek · c5 – Biały goniec · c4 – Biały goniec · d4 – Biały pionek · a3 – Biały hetman · c3 – Czarny skoczek · f3 – Biały skoczek · a2 – Biały pionek · f2 – Biały pionek · g2 – Biały pionek · h2 – Biały pionek · d1 – Biała wieża · f1 – Biały król · h1 – Biała wieża | a8 – Czarna wieża · e8 – Czarna wieża · g8 – Czarny król · a7 – Czarny pionek · b7 – Czarny pionek · f7 – Czarny pionek · g7 – Czarny goniec · h7 – Czarny pionek · b6 – Czarny hetman · c6 – Czarny pionek · e6 – Czarny goniec · g6 – Czarny pionek · c5 – Biały goniec · c4 – Biały goniec · d4 – Biały pionek · a3 – Biały hetman · c3 – Czarny skoczek · f3 – Biały skoczek · a2 – Biały pionek · f2 – Biały pionek · g2 – Biały pionek · h2 – Biały pionek · d1 – Biała wieża · f1 – Biały król · h1 – Biała wieża | a8 – Czarna wieża · e8 – Czarna wieża · g8 – Czarny król · a7 – Czarny pionek · b7 – Czarny pionek · f7 – Czarny pionek · g7 – Czarny goniec · h7 – Czarny pionek · b6 – Czarny hetman · c6 – Czarny pionek · e6 – Czarny goniec · g6 – Czarny pionek · c5 – Biały goniec · c4 – Biały goniec · d4 – Biały pionek · a3 – Biały hetman · c3 – Czarny skoczek · f3 – Biały skoczek · a2 – Biały pionek · f2 – Biały pionek · g2 – Biały pionek · h2 – Biały pionek · d1 – Biała wieża · f1 – Biały król · h1 – Biała wieża | a8 – Czarna wieża · e8 – Czarna wieża · g8 – Czarny król · a7 – Czarny pionek · b7 – Czarny pionek · f7 – Czarny pionek · g7 – Czarny goniec · h7 – Czarny pionek · b6 – Czarny hetman · c6 – Czarny pionek · e6 – Czarny goniec · g6 – Czarny pionek · c5 – Biały goniec · c4 – Biały goniec · d4 – Biały pionek · a3 – Biały hetman · c3 – Czarny skoczek · f3 – Biały skoczek · a2 – Biały pionek · f2 – Biały pionek · g2 – Biały pionek · h2 – Biały pionek · d1 – Biała wieża · f1 – Biały król · h1 – Biała wieża | a8 – Czarna wieża · e8 – Czarna wieża · g8 – Czarny król · a7 – Czarny pionek · b7 – Czarny pionek · f7 – Czarny pionek · g7 – Czarny goniec · h7 – Czarny pionek · b6 – Czarny hetman · c6 – Czarny pionek · e6 – Czarny goniec · g6 – Czarny pionek · c5 – Biały goniec · c4 – Biały goniec · d4 – Biały pionek · a3 – Biały hetman · c3 – Czarny skoczek · f3 – Biały skoczek · a2 – Biały pionek · f2 – Biały pionek · g2 – Biały pionek · h2 – Biały pionek · d1 – Biała wieża · f1 – Biały król · h1 – Biała wieża | a8 – Czarna wieża · e8 – Czarna wieża · g8 – Czarny król · a7 – Czarny pionek · b7 – Czarny pionek · f7 – Czarny pionek · g7 – Czarny goniec · h7 – Czarny pionek · b6 – Czarny hetman · c6 – Czarny pionek · e6 – Czarny goniec · g6 – Czarny pionek · c5 – Biały goniec · c4 – Biały goniec · d4 – Biały pionek · a3 – Biały hetman · c3 – Czarny skoczek · f3 – Biały skoczek · a2 – Biały pionek · f2 – Biały pionek · g2 – Biały pionek · h2 – Biały pionek · d1 – Biała wieża · f1 – Biały król · h1 – Biała wieża | 6 |
| 5 | a8 – Czarna wieża · e8 – Czarna wieża · g8 – Czarny król · a7 – Czarny pionek · b7 – Czarny pionek · f7 – Czarny pionek · g7 – Czarny goniec · h7 – Czarny pionek · b6 – Czarny hetman · c6 – Czarny pionek · e6 – Czarny goniec · g6 – Czarny pionek · c5 – Biały goniec · c4 – Biały goniec · d4 – Biały pionek · a3 – Biały hetman · c3 – Czarny skoczek · f3 – Biały skoczek · a2 – Biały pionek · f2 – Biały pionek · g2 – Biały pionek · h2 – Biały pionek · d1 – Biała wieża · f1 – Biały król · h1 – Biała wieża | a8 – Czarna wieża · e8 – Czarna wieża · g8 – Czarny król · a7 – Czarny pionek · b7 – Czarny pionek · f7 – Czarny pionek · g7 – Czarny goniec · h7 – Czarny pionek · b6 – Czarny hetman · c6 – Czarny pionek · e6 – Czarny goniec · g6 – Czarny pionek · c5 – Biały goniec · c4 – Biały goniec · d4 – Biały pionek · a3 – Biały hetman · c3 – Czarny skoczek · f3 – Biały skoczek · a2 – Biały pionek · f2 – Biały pionek · g2 – Biały pionek · h2 – Biały pionek · d1 – Biała wieża · f1 – Biały król · h1 – Biała wieża | a8 – Czarna wieża · e8 – Czarna wieża · g8 – Czarny król · a7 – Czarny pionek · b7 – Czarny pionek · f7 – Czarny pionek · g7 – Czarny goniec · h7 – Czarny pionek · b6 – Czarny hetman · c6 – Czarny pionek · e6 – Czarny goniec · g6 – Czarny pionek · c5 – Biały goniec · c4 – Biały goniec · d4 – Biały pionek · a3 – Biały hetman · c3 – Czarny skoczek · f3 – Biały skoczek · a2 – Biały pionek · f2 – Biały pionek · g2 – Biały pionek · h2 – Biały pionek · d1 – Biała wieża · f1 – Biały król · h1 – Biała wieża | a8 – Czarna wieża · e8 – Czarna wieża · g8 – Czarny król · a7 – Czarny pionek · b7 – Czarny pionek · f7 – Czarny pionek · g7 – Czarny goniec · h7 – Czarny pionek · b6 – Czarny hetman · c6 – Czarny pionek · e6 – Czarny goniec · g6 – Czarny pionek · c5 – Biały goniec · c4 – Biały goniec · d4 – Biały pionek · a3 – Biały hetman · c3 – Czarny skoczek · f3 – Biały skoczek · a2 – Biały pionek · f2 – Biały pionek · g2 – Biały pionek · h2 – Biały pionek · d1 – Biała wieża · f1 – Biały król · h1 – Biała wieża | a8 – Czarna wieża · e8 – Czarna wieża · g8 – Czarny król · a7 – Czarny pionek · b7 – Czarny pionek · f7 – Czarny pionek · g7 – Czarny goniec · h7 – Czarny pionek · b6 – Czarny hetman · c6 – Czarny pionek · e6 – Czarny goniec · g6 – Czarny pionek · c5 – Biały goniec · c4 – Biały goniec · d4 – Biały pionek · a3 – Biały hetman · c3 – Czarny skoczek · f3 – Biały skoczek · a2 – Biały pionek · f2 – Biały pionek · g2 – Biały pionek · h2 – Biały pionek · d1 – Biała wieża · f1 – Biały król · h1 – Biała wieża | a8 – Czarna wieża · e8 – Czarna wieża · g8 – Czarny król · a7 – Czarny pionek · b7 – Czarny pionek · f7 – Czarny pionek · g7 – Czarny goniec · h7 – Czarny pionek · b6 – Czarny hetman · c6 – Czarny pionek · e6 – Czarny goniec · g6 – Czarny pionek · c5 – Biały goniec · c4 – Biały goniec · d4 – Biały pionek · a3 – Biały hetman · c3 – Czarny skoczek · f3 – Biały skoczek · a2 – Biały pionek · f2 – Biały pionek · g2 – Biały pionek · h2 – Biały pionek · d1 – Biała wieża · f1 – Biały król · h1 – Biała wieża | a8 – Czarna wieża · e8 – Czarna wieża · g8 – Czarny król · a7 – Czarny pionek · b7 – Czarny pionek · f7 – Czarny pionek · g7 – Czarny goniec · h7 – Czarny pionek · b6 – Czarny hetman · c6 – Czarny pionek · e6 – Czarny goniec · g6 – Czarny pionek · c5 – Biały goniec · c4 – Biały goniec · d4 – Biały pionek · a3 – Biały hetman · c3 – Czarny skoczek · f3 – Biały skoczek · a2 – Biały pionek · f2 – Biały pionek · g2 – Biały pionek · h2 – Biały pionek · d1 – Biała wieża · f1 – Biały król · h1 – Biała wieża | a8 – Czarna wieża · e8 – Czarna wieża · g8 – Czarny król · a7 – Czarny pionek · b7 – Czarny pionek · f7 – Czarny pionek · g7 – Czarny goniec · h7 – Czarny pionek · b6 – Czarny hetman · c6 – Czarny pionek · e6 – Czarny goniec · g6 – Czarny pionek · c5 – Biały goniec · c4 – Biały goniec · d4 – Biały pionek · a3 – Biały hetman · c3 – Czarny skoczek · f3 – Biały skoczek · a2 – Biały pionek · f2 – Biały pionek · g2 – Biały pionek · h2 – Biały pionek · d1 – Biała wieża · f1 – Biały król · h1 – Biała wieża | 5 |
| 4 | a8 – Czarna wieża · e8 – Czarna wieża · g8 – Czarny król · a7 – Czarny pionek · b7 – Czarny pionek · f7 – Czarny pionek · g7 – Czarny goniec · h7 – Czarny pionek · b6 – Czarny hetman · c6 – Czarny pionek · e6 – Czarny goniec · g6 – Czarny pionek · c5 – Biały goniec · c4 – Biały goniec · d4 – Biały pionek · a3 – Biały hetman · c3 – Czarny skoczek · f3 – Biały skoczek · a2 – Biały pionek · f2 – Biały pionek · g2 – Biały pionek · h2 – Biały pionek · d1 – Biała wieża · f1 – Biały król · h1 – Biała wieża | a8 – Czarna wieża · e8 – Czarna wieża · g8 – Czarny król · a7 – Czarny pionek · b7 – Czarny pionek · f7 – Czarny pionek · g7 – Czarny goniec · h7 – Czarny pionek · b6 – Czarny hetman · c6 – Czarny pionek · e6 – Czarny goniec · g6 – Czarny pionek · c5 – Biały goniec · c4 – Biały goniec · d4 – Biały pionek · a3 – Biały hetman · c3 – Czarny skoczek · f3 – Biały skoczek · a2 – Biały pionek · f2 – Biały pionek · g2 – Biały pionek · h2 – Biały pionek · d1 – Biała wieża · f1 – Biały król · h1 – Biała wieża | a8 – Czarna wieża · e8 – Czarna wieża · g8 – Czarny król · a7 – Czarny pionek · b7 – Czarny pionek · f7 – Czarny pionek · g7 – Czarny goniec · h7 – Czarny pionek · b6 – Czarny hetman · c6 – Czarny pionek · e6 – Czarny goniec · g6 – Czarny pionek · c5 – Biały goniec · c4 – Biały goniec · d4 – Biały pionek · a3 – Biały hetman · c3 – Czarny skoczek · f3 – Biały skoczek · a2 – Biały pionek · f2 – Biały pionek · g2 – Biały pionek · h2 – Biały pionek · d1 – Biała wieża · f1 – Biały król · h1 – Biała wieża | a8 – Czarna wieża · e8 – Czarna wieża · g8 – Czarny król · a7 – Czarny pionek · b7 – Czarny pionek · f7 – Czarny pionek · g7 – Czarny goniec · h7 – Czarny pionek · b6 – Czarny hetman · c6 – Czarny pionek · e6 – Czarny goniec · g6 – Czarny pionek · c5 – Biały goniec · c4 – Biały goniec · d4 – Biały pionek · a3 – Biały hetman · c3 – Czarny skoczek · f3 – Biały skoczek · a2 – Biały pionek · f2 – Biały pionek · g2 – Biały pionek · h2 – Biały pionek · d1 – Biała wieża · f1 – Biały król · h1 – Biała wieża | a8 – Czarna wieża · e8 – Czarna wieża · g8 – Czarny król · a7 – Czarny pionek · b7 – Czarny pionek · f7 – Czarny pionek · g7 – Czarny goniec · h7 – Czarny pionek · b6 – Czarny hetman · c6 – Czarny pionek · e6 – Czarny goniec · g6 – Czarny pionek · c5 – Biały goniec · c4 – Biały goniec · d4 – Biały pionek · a3 – Biały hetman · c3 – Czarny skoczek · f3 – Biały skoczek · a2 – Biały pionek · f2 – Biały pionek · g2 – Biały pionek · h2 – Biały pionek · d1 – Biała wieża · f1 – Biały król · h1 – Biała wieża | a8 – Czarna wieża · e8 – Czarna wieża · g8 – Czarny król · a7 – Czarny pionek · b7 – Czarny pionek · f7 – Czarny pionek · g7 – Czarny goniec · h7 – Czarny pionek · b6 – Czarny hetman · c6 – Czarny pionek · e6 – Czarny goniec · g6 – Czarny pionek · c5 – Biały goniec · c4 – Biały goniec · d4 – Biały pionek · a3 – Biały hetman · c3 – Czarny skoczek · f3 – Biały skoczek · a2 – Biały pionek · f2 – Biały pionek · g2 – Biały pionek · h2 – Biały pionek · d1 – Biała wieża · f1 – Biały król · h1 – Biała wieża | a8 – Czarna wieża · e8 – Czarna wieża · g8 – Czarny król · a7 – Czarny pionek · b7 – Czarny pionek · f7 – Czarny pionek · g7 – Czarny goniec · h7 – Czarny pionek · b6 – Czarny hetman · c6 – Czarny pionek · e6 – Czarny goniec · g6 – Czarny pionek · c5 – Biały goniec · c4 – Biały goniec · d4 – Biały pionek · a3 – Biały hetman · c3 – Czarny skoczek · f3 – Biały skoczek · a2 – Biały pionek · f2 – Biały pionek · g2 – Biały pionek · h2 – Biały pionek · d1 – Biała wieża · f1 – Biały król · h1 – Biała wieża | a8 – Czarna wieża · e8 – Czarna wieża · g8 – Czarny król · a7 – Czarny pionek · b7 – Czarny pionek · f7 – Czarny pionek · g7 – Czarny goniec · h7 – Czarny pionek · b6 – Czarny hetman · c6 – Czarny pionek · e6 – Czarny goniec · g6 – Czarny pionek · c5 – Biały goniec · c4 – Biały goniec · d4 – Biały pionek · a3 – Biały hetman · c3 – Czarny skoczek · f3 – Biały skoczek · a2 – Biały pionek · f2 – Biały pionek · g2 – Biały pionek · h2 – Biały pionek · d1 – Biała wieża · f1 – Biały król · h1 – Biała wieża | 4 |
| 3 | a8 – Czarna wieża · e8 – Czarna wieża · g8 – Czarny król · a7 – Czarny pionek · b7 – Czarny pionek · f7 – Czarny pionek · g7 – Czarny goniec · h7 – Czarny pionek · b6 – Czarny hetman · c6 – Czarny pionek · e6 – Czarny goniec · g6 – Czarny pionek · c5 – Biały goniec · c4 – Biały goniec · d4 – Biały pionek · a3 – Biały hetman · c3 – Czarny skoczek · f3 – Biały skoczek · a2 – Biały pionek · f2 – Biały pionek · g2 – Biały pionek · h2 – Biały pionek · d1 – Biała wieża · f1 – Biały król · h1 – Biała wieża | a8 – Czarna wieża · e8 – Czarna wieża · g8 – Czarny król · a7 – Czarny pionek · b7 – Czarny pionek · f7 – Czarny pionek · g7 – Czarny goniec · h7 – Czarny pionek · b6 – Czarny hetman · c6 – Czarny pionek · e6 – Czarny goniec · g6 – Czarny pionek · c5 – Biały goniec · c4 – Biały goniec · d4 – Biały pionek · a3 – Biały hetman · c3 – Czarny skoczek · f3 – Biały skoczek · a2 – Biały pionek · f2 – Biały pionek · g2 – Biały pionek · h2 – Biały pionek · d1 – Biała wieża · f1 – Biały król · h1 – Biała wieża | a8 – Czarna wieża · e8 – Czarna wieża · g8 – Czarny król · a7 – Czarny pionek · b7 – Czarny pionek · f7 – Czarny pionek · g7 – Czarny goniec · h7 – Czarny pionek · b6 – Czarny hetman · c6 – Czarny pionek · e6 – Czarny goniec · g6 – Czarny pionek · c5 – Biały goniec · c4 – Biały goniec · d4 – Biały pionek · a3 – Biały hetman · c3 – Czarny skoczek · f3 – Biały skoczek · a2 – Biały pionek · f2 – Biały pionek · g2 – Biały pionek · h2 – Biały pionek · d1 – Biała wieża · f1 – Biały król · h1 – Biała wieża | a8 – Czarna wieża · e8 – Czarna wieża · g8 – Czarny król · a7 – Czarny pionek · b7 – Czarny pionek · f7 – Czarny pionek · g7 – Czarny goniec · h7 – Czarny pionek · b6 – Czarny hetman · c6 – Czarny pionek · e6 – Czarny goniec · g6 – Czarny pionek · c5 – Biały goniec · c4 – Biały goniec · d4 – Biały pionek · a3 – Biały hetman · c3 – Czarny skoczek · f3 – Biały skoczek · a2 – Biały pionek · f2 – Biały pionek · g2 – Biały pionek · h2 – Biały pionek · d1 – Biała wieża · f1 – Biały król · h1 – Biała wieża | a8 – Czarna wieża · e8 – Czarna wieża · g8 – Czarny król · a7 – Czarny pionek · b7 – Czarny pionek · f7 – Czarny pionek · g7 – Czarny goniec · h7 – Czarny pionek · b6 – Czarny hetman · c6 – Czarny pionek · e6 – Czarny goniec · g6 – Czarny pionek · c5 – Biały goniec · c4 – Biały goniec · d4 – Biały pionek · a3 – Biały hetman · c3 – Czarny skoczek · f3 – Biały skoczek · a2 – Biały pionek · f2 – Biały pionek · g2 – Biały pionek · h2 – Biały pionek · d1 – Biała wieża · f1 – Biały król · h1 – Biała wieża | a8 – Czarna wieża · e8 – Czarna wieża · g8 – Czarny król · a7 – Czarny pionek · b7 – Czarny pionek · f7 – Czarny pionek · g7 – Czarny goniec · h7 – Czarny pionek · b6 – Czarny hetman · c6 – Czarny pionek · e6 – Czarny goniec · g6 – Czarny pionek · c5 – Biały goniec · c4 – Biały goniec · d4 – Biały pionek · a3 – Biały hetman · c3 – Czarny skoczek · f3 – Biały skoczek · a2 – Biały pionek · f2 – Biały pionek · g2 – Biały pionek · h2 – Biały pionek · d1 – Biała wieża · f1 – Biały król · h1 – Biała wieża | a8 – Czarna wieża · e8 – Czarna wieża · g8 – Czarny król · a7 – Czarny pionek · b7 – Czarny pionek · f7 – Czarny pionek · g7 – Czarny goniec · h7 – Czarny pionek · b6 – Czarny hetman · c6 – Czarny pionek · e6 – Czarny goniec · g6 – Czarny pionek · c5 – Biały goniec · c4 – Biały goniec · d4 – Biały pionek · a3 – Biały hetman · c3 – Czarny skoczek · f3 – Biały skoczek · a2 – Biały pionek · f2 – Biały pionek · g2 – Biały pionek · h2 – Biały pionek · d1 – Biała wieża · f1 – Biały król · h1 – Biała wieża | a8 – Czarna wieża · e8 – Czarna wieża · g8 – Czarny król · a7 – Czarny pionek · b7 – Czarny pionek · f7 – Czarny pionek · g7 – Czarny goniec · h7 – Czarny pionek · b6 – Czarny hetman · c6 – Czarny pionek · e6 – Czarny goniec · g6 – Czarny pionek · c5 – Biały goniec · c4 – Biały goniec · d4 – Biały pionek · a3 – Biały hetman · c3 – Czarny skoczek · f3 – Biały skoczek · a2 – Biały pionek · f2 – Biały pionek · g2 – Biały pionek · h2 – Biały pionek · d1 – Biała wieża · f1 – Biały król · h1 – Biała wieża | 3 |
| 2 | a8 – Czarna wieża · e8 – Czarna wieża · g8 – Czarny król · a7 – Czarny pionek · b7 – Czarny pionek · f7 – Czarny pionek · g7 – Czarny goniec · h7 – Czarny pionek · b6 – Czarny hetman · c6 – Czarny pionek · e6 – Czarny goniec · g6 – Czarny pionek · c5 – Biały goniec · c4 – Biały goniec · d4 – Biały pionek · a3 – Biały hetman · c3 – Czarny skoczek · f3 – Biały skoczek · a2 – Biały pionek · f2 – Biały pionek · g2 – Biały pionek · h2 – Biały pionek · d1 – Biała wieża · f1 – Biały król · h1 – Biała wieża | a8 – Czarna wieża · e8 – Czarna wieża · g8 – Czarny król · a7 – Czarny pionek · b7 – Czarny pionek · f7 – Czarny pionek · g7 – Czarny goniec · h7 – Czarny pionek · b6 – Czarny hetman · c6 – Czarny pionek · e6 – Czarny goniec · g6 – Czarny pionek · c5 – Biały goniec · c4 – Biały goniec · d4 – Biały pionek · a3 – Biały hetman · c3 – Czarny skoczek · f3 – Biały skoczek · a2 – Biały pionek · f2 – Biały pionek · g2 – Biały pionek · h2 – Biały pionek · d1 – Biała wieża · f1 – Biały król · h1 – Biała wieża | a8 – Czarna wieża · e8 – Czarna wieża · g8 – Czarny król · a7 – Czarny pionek · b7 – Czarny pionek · f7 – Czarny pionek · g7 – Czarny goniec · h7 – Czarny pionek · b6 – Czarny hetman · c6 – Czarny pionek · e6 – Czarny goniec · g6 – Czarny pionek · c5 – Biały goniec · c4 – Biały goniec · d4 – Biały pionek · a3 – Biały hetman · c3 – Czarny skoczek · f3 – Biały skoczek · a2 – Biały pionek · f2 – Biały pionek · g2 – Biały pionek · h2 – Biały pionek · d1 – Biała wieża · f1 – Biały król · h1 – Biała wieża | a8 – Czarna wieża · e8 – Czarna wieża · g8 – Czarny król · a7 – Czarny pionek · b7 – Czarny pionek · f7 – Czarny pionek · g7 – Czarny goniec · h7 – Czarny pionek · b6 – Czarny hetman · c6 – Czarny pionek · e6 – Czarny goniec · g6 – Czarny pionek · c5 – Biały goniec · c4 – Biały goniec · d4 – Biały pionek · a3 – Biały hetman · c3 – Czarny skoczek · f3 – Biały skoczek · a2 – Biały pionek · f2 – Biały pionek · g2 – Biały pionek · h2 – Biały pionek · d1 – Biała wieża · f1 – Biały król · h1 – Biała wieża | a8 – Czarna wieża · e8 – Czarna wieża · g8 – Czarny król · a7 – Czarny pionek · b7 – Czarny pionek · f7 – Czarny pionek · g7 – Czarny goniec · h7 – Czarny pionek · b6 – Czarny hetman · c6 – Czarny pionek · e6 – Czarny goniec · g6 – Czarny pionek · c5 – Biały goniec · c4 – Biały goniec · d4 – Biały pionek · a3 – Biały hetman · c3 – Czarny skoczek · f3 – Biały skoczek · a2 – Biały pionek · f2 – Biały pionek · g2 – Biały pionek · h2 – Biały pionek · d1 – Biała wieża · f1 – Biały król · h1 – Biała wieża | a8 – Czarna wieża · e8 – Czarna wieża · g8 – Czarny król · a7 – Czarny pionek · b7 – Czarny pionek · f7 – Czarny pionek · g7 – Czarny goniec · h7 – Czarny pionek · b6 – Czarny hetman · c6 – Czarny pionek · e6 – Czarny goniec · g6 – Czarny pionek · c5 – Biały goniec · c4 – Biały goniec · d4 – Biały pionek · a3 – Biały hetman · c3 – Czarny skoczek · f3 – Biały skoczek · a2 – Biały pionek · f2 – Biały pionek · g2 – Biały pionek · h2 – Biały pionek · d1 – Biała wieża · f1 – Biały król · h1 – Biała wieża | a8 – Czarna wieża · e8 – Czarna wieża · g8 – Czarny król · a7 – Czarny pionek · b7 – Czarny pionek · f7 – Czarny pionek · g7 – Czarny goniec · h7 – Czarny pionek · b6 – Czarny hetman · c6 – Czarny pionek · e6 – Czarny goniec · g6 – Czarny pionek · c5 – Biały goniec · c4 – Biały goniec · d4 – Biały pionek · a3 – Biały hetman · c3 – Czarny skoczek · f3 – Biały skoczek · a2 – Biały pionek · f2 – Biały pionek · g2 – Biały pionek · h2 – Biały pionek · d1 – Biała wieża · f1 – Biały król · h1 – Biała wieża | a8 – Czarna wieża · e8 – Czarna wieża · g8 – Czarny król · a7 – Czarny pionek · b7 – Czarny pionek · f7 – Czarny pionek · g7 – Czarny goniec · h7 – Czarny pionek · b6 – Czarny hetman · c6 – Czarny pionek · e6 – Czarny goniec · g6 – Czarny pionek · c5 – Biały goniec · c4 – Biały goniec · d4 – Biały pionek · a3 – Biały hetman · c3 – Czarny skoczek · f3 – Biały skoczek · a2 – Biały pionek · f2 – Biały pionek · g2 – Biały pionek · h2 – Biały pionek · d1 – Biała wieża · f1 – Biały król · h1 – Biała wieża | 2 |
| 1 | a8 – Czarna wieża · e8 – Czarna wieża · g8 – Czarny król · a7 – Czarny pionek · b7 – Czarny pionek · f7 – Czarny pionek · g7 – Czarny goniec · h7 – Czarny pionek · b6 – Czarny hetman · c6 – Czarny pionek · e6 – Czarny goniec · g6 – Czarny pionek · c5 – Biały goniec · c4 – Biały goniec · d4 – Biały pionek · a3 – Biały hetman · c3 – Czarny skoczek · f3 – Biały skoczek · a2 – Biały pionek · f2 – Biały pionek · g2 – Biały pionek · h2 – Biały pionek · d1 – Biała wieża · f1 – Biały król · h1 – Biała wieża | a8 – Czarna wieża · e8 – Czarna wieża · g8 – Czarny król · a7 – Czarny pionek · b7 – Czarny pionek · f7 – Czarny pionek · g7 – Czarny goniec · h7 – Czarny pionek · b6 – Czarny hetman · c6 – Czarny pionek · e6 – Czarny goniec · g6 – Czarny pionek · c5 – Biały goniec · c4 – Biały goniec · d4 – Biały pionek · a3 – Biały hetman · c3 – Czarny skoczek · f3 – Biały skoczek · a2 – Biały pionek · f2 – Biały pionek · g2 – Biały pionek · h2 – Biały pionek · d1 – Biała wieża · f1 – Biały król · h1 – Biała wieża | a8 – Czarna wieża · e8 – Czarna wieża · g8 – Czarny król · a7 – Czarny pionek · b7 – Czarny pionek · f7 – Czarny pionek · g7 – Czarny goniec · h7 – Czarny pionek · b6 – Czarny hetman · c6 – Czarny pionek · e6 – Czarny goniec · g6 – Czarny pionek · c5 – Biały goniec · c4 – Biały goniec · d4 – Biały pionek · a3 – Biały hetman · c3 – Czarny skoczek · f3 – Biały skoczek · a2 – Biały pionek · f2 – Biały pionek · g2 – Biały pionek · h2 – Biały pionek · d1 – Biała wieża · f1 – Biały król · h1 – Biała wieża | a8 – Czarna wieża · e8 – Czarna wieża · g8 – Czarny król · a7 – Czarny pionek · b7 – Czarny pionek · f7 – Czarny pionek · g7 – Czarny goniec · h7 – Czarny pionek · b6 – Czarny hetman · c6 – Czarny pionek · e6 – Czarny goniec · g6 – Czarny pionek · c5 – Biały goniec · c4 – Biały goniec · d4 – Biały pionek · a3 – Biały hetman · c3 – Czarny skoczek · f3 – Biały skoczek · a2 – Biały pionek · f2 – Biały pionek · g2 – Biały pionek · h2 – Biały pionek · d1 – Biała wieża · f1 – Biały król · h1 – Biała wieża | a8 – Czarna wieża · e8 – Czarna wieża · g8 – Czarny król · a7 – Czarny pionek · b7 – Czarny pionek · f7 – Czarny pionek · g7 – Czarny goniec · h7 – Czarny pionek · b6 – Czarny hetman · c6 – Czarny pionek · e6 – Czarny goniec · g6 – Czarny pionek · c5 – Biały goniec · c4 – Biały goniec · d4 – Biały pionek · a3 – Biały hetman · c3 – Czarny skoczek · f3 – Biały skoczek · a2 – Biały pionek · f2 – Biały pionek · g2 – Biały pionek · h2 – Biały pionek · d1 – Biała wieża · f1 – Biały król · h1 – Biała wieża | a8 – Czarna wieża · e8 – Czarna wieża · g8 – Czarny król · a7 – Czarny pionek · b7 – Czarny pionek · f7 – Czarny pionek · g7 – Czarny goniec · h7 – Czarny pionek · b6 – Czarny hetman · c6 – Czarny pionek · e6 – Czarny goniec · g6 – Czarny pionek · c5 – Biały goniec · c4 – Biały goniec · d4 – Biały pionek · a3 – Biały hetman · c3 – Czarny skoczek · f3 – Biały skoczek · a2 – Biały pionek · f2 – Biały pionek · g2 – Biały pionek · h2 – Biały pionek · d1 – Biała wieża · f1 – Biały król · h1 – Biała wieża | a8 – Czarna wieża · e8 – Czarna wieża · g8 – Czarny król · a7 – Czarny pionek · b7 – Czarny pionek · f7 – Czarny pionek · g7 – Czarny goniec · h7 – Czarny pionek · b6 – Czarny hetman · c6 – Czarny pionek · e6 – Czarny goniec · g6 – Czarny pionek · c5 – Biały goniec · c4 – Biały goniec · d4 – Biały pionek · a3 – Biały hetman · c3 – Czarny skoczek · f3 – Biały skoczek · a2 – Biały pionek · f2 – Biały pionek · g2 – Biały pionek · h2 – Biały pionek · d1 – Biała wieża · f1 – Biały król · h1 – Biała wieża | a8 – Czarna wieża · e8 – Czarna wieża · g8 – Czarny król · a7 – Czarny pionek · b7 – Czarny pionek · f7 – Czarny pionek · g7 – Czarny goniec · h7 – Czarny pionek · b6 – Czarny hetman · c6 – Czarny pionek · e6 – Czarny goniec · g6 – Czarny pionek · c5 – Biały goniec · c4 – Biały goniec · d4 – Biały pionek · a3 – Biały hetman · c3 – Czarny skoczek · f3 – Biały skoczek · a2 – Biały pionek · f2 – Biały pionek · g2 – Biały pionek · h2 – Biały pionek · d1 – Biała wieża · f1 – Biały król · h1 – Biała wieża | 1 |
|   | a | b | c | d | e | f | g | h |   |

1. Sf3 Sf6 2. c4 g6 3. Sc3 Gg7
Fischer pozwala Byrne'owi opanować centrum pionami, w zamian fianchettując gońca z zamiarem rozwoju innych figur.
|   | a | b | c | d | e | f | g | h |   |
| 8 | e8 – Czarna wieża · g8 – Czarny król · b7 – Czarny pionek · f7 – Czarny pionek · g7 – Czarny goniec · h7 – Czarny pionek · b6 – Biały hetman · c6 – Czarny pionek · g6 – Czarny pionek · a4 – Czarna wieża · c4 – Czarny goniec · f3 – Biały skoczek · a2 – Biały pionek · f2 – Biały pionek · g2 – Biały pionek · h2 – Biały pionek · d1 – Czarny skoczek · g1 – Biały król · h1 – Biała wieża | e8 – Czarna wieża · g8 – Czarny król · b7 – Czarny pionek · f7 – Czarny pionek · g7 – Czarny goniec · h7 – Czarny pionek · b6 – Biały hetman · c6 – Czarny pionek · g6 – Czarny pionek · a4 – Czarna wieża · c4 – Czarny goniec · f3 – Biały skoczek · a2 – Biały pionek · f2 – Biały pionek · g2 – Biały pionek · h2 – Biały pionek · d1 – Czarny skoczek · g1 – Biały król · h1 – Biała wieża | e8 – Czarna wieża · g8 – Czarny król · b7 – Czarny pionek · f7 – Czarny pionek · g7 – Czarny goniec · h7 – Czarny pionek · b6 – Biały hetman · c6 – Czarny pionek · g6 – Czarny pionek · a4 – Czarna wieża · c4 – Czarny goniec · f3 – Biały skoczek · a2 – Biały pionek · f2 – Biały pionek · g2 – Biały pionek · h2 – Biały pionek · d1 – Czarny skoczek · g1 – Biały król · h1 – Biała wieża | e8 – Czarna wieża · g8 – Czarny król · b7 – Czarny pionek · f7 – Czarny pionek · g7 – Czarny goniec · h7 – Czarny pionek · b6 – Biały hetman · c6 – Czarny pionek · g6 – Czarny pionek · a4 – Czarna wieża · c4 – Czarny goniec · f3 – Biały skoczek · a2 – Biały pionek · f2 – Biały pionek · g2 – Biały pionek · h2 – Biały pionek · d1 – Czarny skoczek · g1 – Biały król · h1 – Biała wieża | e8 – Czarna wieża · g8 – Czarny król · b7 – Czarny pionek · f7 – Czarny pionek · g7 – Czarny goniec · h7 – Czarny pionek · b6 – Biały hetman · c6 – Czarny pionek · g6 – Czarny pionek · a4 – Czarna wieża · c4 – Czarny goniec · f3 – Biały skoczek · a2 – Biały pionek · f2 – Biały pionek · g2 – Biały pionek · h2 – Biały pionek · d1 – Czarny skoczek · g1 – Biały król · h1 – Biała wieża | e8 – Czarna wieża · g8 – Czarny król · b7 – Czarny pionek · f7 – Czarny pionek · g7 – Czarny goniec · h7 – Czarny pionek · b6 – Biały hetman · c6 – Czarny pionek · g6 – Czarny pionek · a4 – Czarna wieża · c4 – Czarny goniec · f3 – Biały skoczek · a2 – Biały pionek · f2 – Biały pionek · g2 – Biały pionek · h2 – Biały pionek · d1 – Czarny skoczek · g1 – Biały król · h1 – Biała wieża | e8 – Czarna wieża · g8 – Czarny król · b7 – Czarny pionek · f7 – Czarny pionek · g7 – Czarny goniec · h7 – Czarny pionek · b6 – Biały hetman · c6 – Czarny pionek · g6 – Czarny pionek · a4 – Czarna wieża · c4 – Czarny goniec · f3 – Biały skoczek · a2 – Biały pionek · f2 – Biały pionek · g2 – Biały pionek · h2 – Biały pionek · d1 – Czarny skoczek · g1 – Biały król · h1 – Biała wieża | e8 – Czarna wieża · g8 – Czarny król · b7 – Czarny pionek · f7 – Czarny pionek · g7 – Czarny goniec · h7 – Czarny pionek · b6 – Biały hetman · c6 – Czarny pionek · g6 – Czarny pionek · a4 – Czarna wieża · c4 – Czarny goniec · f3 – Biały skoczek · a2 – Biały pionek · f2 – Biały pionek · g2 – Biały pionek · h2 – Biały pionek · d1 – Czarny skoczek · g1 – Biały król · h1 – Biała wieża | 8 |
| 7 | e8 – Czarna wieża · g8 – Czarny król · b7 – Czarny pionek · f7 – Czarny pionek · g7 – Czarny goniec · h7 – Czarny pionek · b6 – Biały hetman · c6 – Czarny pionek · g6 – Czarny pionek · a4 – Czarna wieża · c4 – Czarny goniec · f3 – Biały skoczek · a2 – Biały pionek · f2 – Biały pionek · g2 – Biały pionek · h2 – Biały pionek · d1 – Czarny skoczek · g1 – Biały król · h1 – Biała wieża | e8 – Czarna wieża · g8 – Czarny król · b7 – Czarny pionek · f7 – Czarny pionek · g7 – Czarny goniec · h7 – Czarny pionek · b6 – Biały hetman · c6 – Czarny pionek · g6 – Czarny pionek · a4 – Czarna wieża · c4 – Czarny goniec · f3 – Biały skoczek · a2 – Biały pionek · f2 – Biały pionek · g2 – Biały pionek · h2 – Biały pionek · d1 – Czarny skoczek · g1 – Biały król · h1 – Biała wieża | e8 – Czarna wieża · g8 – Czarny król · b7 – Czarny pionek · f7 – Czarny pionek · g7 – Czarny goniec · h7 – Czarny pionek · b6 – Biały hetman · c6 – Czarny pionek · g6 – Czarny pionek · a4 – Czarna wieża · c4 – Czarny goniec · f3 – Biały skoczek · a2 – Biały pionek · f2 – Biały pionek · g2 – Biały pionek · h2 – Biały pionek · d1 – Czarny skoczek · g1 – Biały król · h1 – Biała wieża | e8 – Czarna wieża · g8 – Czarny król · b7 – Czarny pionek · f7 – Czarny pionek · g7 – Czarny goniec · h7 – Czarny pionek · b6 – Biały hetman · c6 – Czarny pionek · g6 – Czarny pionek · a4 – Czarna wieża · c4 – Czarny goniec · f3 – Biały skoczek · a2 – Biały pionek · f2 – Biały pionek · g2 – Biały pionek · h2 – Biały pionek · d1 – Czarny skoczek · g1 – Biały król · h1 – Biała wieża | e8 – Czarna wieża · g8 – Czarny król · b7 – Czarny pionek · f7 – Czarny pionek · g7 – Czarny goniec · h7 – Czarny pionek · b6 – Biały hetman · c6 – Czarny pionek · g6 – Czarny pionek · a4 – Czarna wieża · c4 – Czarny goniec · f3 – Biały skoczek · a2 – Biały pionek · f2 – Biały pionek · g2 – Biały pionek · h2 – Biały pionek · d1 – Czarny skoczek · g1 – Biały król · h1 – Biała wieża | e8 – Czarna wieża · g8 – Czarny król · b7 – Czarny pionek · f7 – Czarny pionek · g7 – Czarny goniec · h7 – Czarny pionek · b6 – Biały hetman · c6 – Czarny pionek · g6 – Czarny pionek · a4 – Czarna wieża · c4 – Czarny goniec · f3 – Biały skoczek · a2 – Biały pionek · f2 – Biały pionek · g2 – Biały pionek · h2 – Biały pionek · d1 – Czarny skoczek · g1 – Biały król · h1 – Biała wieża | e8 – Czarna wieża · g8 – Czarny król · b7 – Czarny pionek · f7 – Czarny pionek · g7 – Czarny goniec · h7 – Czarny pionek · b6 – Biały hetman · c6 – Czarny pionek · g6 – Czarny pionek · a4 – Czarna wieża · c4 – Czarny goniec · f3 – Biały skoczek · a2 – Biały pionek · f2 – Biały pionek · g2 – Biały pionek · h2 – Biały pionek · d1 – Czarny skoczek · g1 – Biały król · h1 – Biała wieża | e8 – Czarna wieża · g8 – Czarny król · b7 – Czarny pionek · f7 – Czarny pionek · g7 – Czarny goniec · h7 – Czarny pionek · b6 – Biały hetman · c6 – Czarny pionek · g6 – Czarny pionek · a4 – Czarna wieża · c4 – Czarny goniec · f3 – Biały skoczek · a2 – Biały pionek · f2 – Biały pionek · g2 – Biały pionek · h2 – Biały pionek · d1 – Czarny skoczek · g1 – Biały król · h1 – Biała wieża | 7 |
| 6 | e8 – Czarna wieża · g8 – Czarny król · b7 – Czarny pionek · f7 – Czarny pionek · g7 – Czarny goniec · h7 – Czarny pionek · b6 – Biały hetman · c6 – Czarny pionek · g6 – Czarny pionek · a4 – Czarna wieża · c4 – Czarny goniec · f3 – Biały skoczek · a2 – Biały pionek · f2 – Biały pionek · g2 – Biały pionek · h2 – Biały pionek · d1 – Czarny skoczek · g1 – Biały król · h1 – Biała wieża | e8 – Czarna wieża · g8 – Czarny król · b7 – Czarny pionek · f7 – Czarny pionek · g7 – Czarny goniec · h7 – Czarny pionek · b6 – Biały hetman · c6 – Czarny pionek · g6 – Czarny pionek · a4 – Czarna wieża · c4 – Czarny goniec · f3 – Biały skoczek · a2 – Biały pionek · f2 – Biały pionek · g2 – Biały pionek · h2 – Biały pionek · d1 – Czarny skoczek · g1 – Biały król · h1 – Biała wieża | e8 – Czarna wieża · g8 – Czarny król · b7 – Czarny pionek · f7 – Czarny pionek · g7 – Czarny goniec · h7 – Czarny pionek · b6 – Biały hetman · c6 – Czarny pionek · g6 – Czarny pionek · a4 – Czarna wieża · c4 – Czarny goniec · f3 – Biały skoczek · a2 – Biały pionek · f2 – Biały pionek · g2 – Biały pionek · h2 – Biały pionek · d1 – Czarny skoczek · g1 – Biały król · h1 – Biała wieża | e8 – Czarna wieża · g8 – Czarny król · b7 – Czarny pionek · f7 – Czarny pionek · g7 – Czarny goniec · h7 – Czarny pionek · b6 – Biały hetman · c6 – Czarny pionek · g6 – Czarny pionek · a4 – Czarna wieża · c4 – Czarny goniec · f3 – Biały skoczek · a2 – Biały pionek · f2 – Biały pionek · g2 – Biały pionek · h2 – Biały pionek · d1 – Czarny skoczek · g1 – Biały król · h1 – Biała wieża | e8 – Czarna wieża · g8 – Czarny król · b7 – Czarny pionek · f7 – Czarny pionek · g7 – Czarny goniec · h7 – Czarny pionek · b6 – Biały hetman · c6 – Czarny pionek · g6 – Czarny pionek · a4 – Czarna wieża · c4 – Czarny goniec · f3 – Biały skoczek · a2 – Biały pionek · f2 – Biały pionek · g2 – Biały pionek · h2 – Biały pionek · d1 – Czarny skoczek · g1 – Biały król · h1 – Biała wieża | e8 – Czarna wieża · g8 – Czarny król · b7 – Czarny pionek · f7 – Czarny pionek · g7 – Czarny goniec · h7 – Czarny pionek · b6 – Biały hetman · c6 – Czarny pionek · g6 – Czarny pionek · a4 – Czarna wieża · c4 – Czarny goniec · f3 – Biały skoczek · a2 – Biały pionek · f2 – Biały pionek · g2 – Biały pionek · h2 – Biały pionek · d1 – Czarny skoczek · g1 – Biały król · h1 – Biała wieża | e8 – Czarna wieża · g8 – Czarny król · b7 – Czarny pionek · f7 – Czarny pionek · g7 – Czarny goniec · h7 – Czarny pionek · b6 – Biały hetman · c6 – Czarny pionek · g6 – Czarny pionek · a4 – Czarna wieża · c4 – Czarny goniec · f3 – Biały skoczek · a2 – Biały pionek · f2 – Biały pionek · g2 – Biały pionek · h2 – Biały pionek · d1 – Czarny skoczek · g1 – Biały król · h1 – Biała wieża | e8 – Czarna wieża · g8 – Czarny król · b7 – Czarny pionek · f7 – Czarny pionek · g7 – Czarny goniec · h7 – Czarny pionek · b6 – Biały hetman · c6 – Czarny pionek · g6 – Czarny pionek · a4 – Czarna wieża · c4 – Czarny goniec · f3 – Biały skoczek · a2 – Biały pionek · f2 – Biały pionek · g2 – Biały pionek · h2 – Biały pionek · d1 – Czarny skoczek · g1 – Biały król · h1 – Biała wieża | 6 |
| 5 | e8 – Czarna wieża · g8 – Czarny król · b7 – Czarny pionek · f7 – Czarny pionek · g7 – Czarny goniec · h7 – Czarny pionek · b6 – Biały hetman · c6 – Czarny pionek · g6 – Czarny pionek · a4 – Czarna wieża · c4 – Czarny goniec · f3 – Biały skoczek · a2 – Biały pionek · f2 – Biały pionek · g2 – Biały pionek · h2 – Biały pionek · d1 – Czarny skoczek · g1 – Biały król · h1 – Biała wieża | e8 – Czarna wieża · g8 – Czarny król · b7 – Czarny pionek · f7 – Czarny pionek · g7 – Czarny goniec · h7 – Czarny pionek · b6 – Biały hetman · c6 – Czarny pionek · g6 – Czarny pionek · a4 – Czarna wieża · c4 – Czarny goniec · f3 – Biały skoczek · a2 – Biały pionek · f2 – Biały pionek · g2 – Biały pionek · h2 – Biały pionek · d1 – Czarny skoczek · g1 – Biały król · h1 – Biała wieża | e8 – Czarna wieża · g8 – Czarny król · b7 – Czarny pionek · f7 – Czarny pionek · g7 – Czarny goniec · h7 – Czarny pionek · b6 – Biały hetman · c6 – Czarny pionek · g6 – Czarny pionek · a4 – Czarna wieża · c4 – Czarny goniec · f3 – Biały skoczek · a2 – Biały pionek · f2 – Biały pionek · g2 – Biały pionek · h2 – Biały pionek · d1 – Czarny skoczek · g1 – Biały król · h1 – Biała wieża | e8 – Czarna wieża · g8 – Czarny król · b7 – Czarny pionek · f7 – Czarny pionek · g7 – Czarny goniec · h7 – Czarny pionek · b6 – Biały hetman · c6 – Czarny pionek · g6 – Czarny pionek · a4 – Czarna wieża · c4 – Czarny goniec · f3 – Biały skoczek · a2 – Biały pionek · f2 – Biały pionek · g2 – Biały pionek · h2 – Biały pionek · d1 – Czarny skoczek · g1 – Biały król · h1 – Biała wieża | e8 – Czarna wieża · g8 – Czarny król · b7 – Czarny pionek · f7 – Czarny pionek · g7 – Czarny goniec · h7 – Czarny pionek · b6 – Biały hetman · c6 – Czarny pionek · g6 – Czarny pionek · a4 – Czarna wieża · c4 – Czarny goniec · f3 – Biały skoczek · a2 – Biały pionek · f2 – Biały pionek · g2 – Biały pionek · h2 – Biały pionek · d1 – Czarny skoczek · g1 – Biały król · h1 – Biała wieża | e8 – Czarna wieża · g8 – Czarny król · b7 – Czarny pionek · f7 – Czarny pionek · g7 – Czarny goniec · h7 – Czarny pionek · b6 – Biały hetman · c6 – Czarny pionek · g6 – Czarny pionek · a4 – Czarna wieża · c4 – Czarny goniec · f3 – Biały skoczek · a2 – Biały pionek · f2 – Biały pionek · g2 – Biały pionek · h2 – Biały pionek · d1 – Czarny skoczek · g1 – Biały król · h1 – Biała wieża | e8 – Czarna wieża · g8 – Czarny król · b7 – Czarny pionek · f7 – Czarny pionek · g7 – Czarny goniec · h7 – Czarny pionek · b6 – Biały hetman · c6 – Czarny pionek · g6 – Czarny pionek · a4 – Czarna wieża · c4 – Czarny goniec · f3 – Biały skoczek · a2 – Biały pionek · f2 – Biały pionek · g2 – Biały pionek · h2 – Biały pionek · d1 – Czarny skoczek · g1 – Biały król · h1 – Biała wieża | e8 – Czarna wieża · g8 – Czarny król · b7 – Czarny pionek · f7 – Czarny pionek · g7 – Czarny goniec · h7 – Czarny pionek · b6 – Biały hetman · c6 – Czarny pionek · g6 – Czarny pionek · a4 – Czarna wieża · c4 – Czarny goniec · f3 – Biały skoczek · a2 – Biały pionek · f2 – Biały pionek · g2 – Biały pionek · h2 – Biały pionek · d1 – Czarny skoczek · g1 – Biały król · h1 – Biała wieża | 5 |
| 4 | e8 – Czarna wieża · g8 – Czarny król · b7 – Czarny pionek · f7 – Czarny pionek · g7 – Czarny goniec · h7 – Czarny pionek · b6 – Biały hetman · c6 – Czarny pionek · g6 – Czarny pionek · a4 – Czarna wieża · c4 – Czarny goniec · f3 – Biały skoczek · a2 – Biały pionek · f2 – Biały pionek · g2 – Biały pionek · h2 – Biały pionek · d1 – Czarny skoczek · g1 – Biały król · h1 – Biała wieża | e8 – Czarna wieża · g8 – Czarny król · b7 – Czarny pionek · f7 – Czarny pionek · g7 – Czarny goniec · h7 – Czarny pionek · b6 – Biały hetman · c6 – Czarny pionek · g6 – Czarny pionek · a4 – Czarna wieża · c4 – Czarny goniec · f3 – Biały skoczek · a2 – Biały pionek · f2 – Biały pionek · g2 – Biały pionek · h2 – Biały pionek · d1 – Czarny skoczek · g1 – Biały król · h1 – Biała wieża | e8 – Czarna wieża · g8 – Czarny król · b7 – Czarny pionek · f7 – Czarny pionek · g7 – Czarny goniec · h7 – Czarny pionek · b6 – Biały hetman · c6 – Czarny pionek · g6 – Czarny pionek · a4 – Czarna wieża · c4 – Czarny goniec · f3 – Biały skoczek · a2 – Biały pionek · f2 – Biały pionek · g2 – Biały pionek · h2 – Biały pionek · d1 – Czarny skoczek · g1 – Biały król · h1 – Biała wieża | e8 – Czarna wieża · g8 – Czarny król · b7 – Czarny pionek · f7 – Czarny pionek · g7 – Czarny goniec · h7 – Czarny pionek · b6 – Biały hetman · c6 – Czarny pionek · g6 – Czarny pionek · a4 – Czarna wieża · c4 – Czarny goniec · f3 – Biały skoczek · a2 – Biały pionek · f2 – Biały pionek · g2 – Biały pionek · h2 – Biały pionek · d1 – Czarny skoczek · g1 – Biały król · h1 – Biała wieża | e8 – Czarna wieża · g8 – Czarny król · b7 – Czarny pionek · f7 – Czarny pionek · g7 – Czarny goniec · h7 – Czarny pionek · b6 – Biały hetman · c6 – Czarny pionek · g6 – Czarny pionek · a4 – Czarna wieża · c4 – Czarny goniec · f3 – Biały skoczek · a2 – Biały pionek · f2 – Biały pionek · g2 – Biały pionek · h2 – Biały pionek · d1 – Czarny skoczek · g1 – Biały król · h1 – Biała wieża | e8 – Czarna wieża · g8 – Czarny król · b7 – Czarny pionek · f7 – Czarny pionek · g7 – Czarny goniec · h7 – Czarny pionek · b6 – Biały hetman · c6 – Czarny pionek · g6 – Czarny pionek · a4 – Czarna wieża · c4 – Czarny goniec · f3 – Biały skoczek · a2 – Biały pionek · f2 – Biały pionek · g2 – Biały pionek · h2 – Biały pionek · d1 – Czarny skoczek · g1 – Biały król · h1 – Biała wieża | e8 – Czarna wieża · g8 – Czarny król · b7 – Czarny pionek · f7 – Czarny pionek · g7 – Czarny goniec · h7 – Czarny pionek · b6 – Biały hetman · c6 – Czarny pionek · g6 – Czarny pionek · a4 – Czarna wieża · c4 – Czarny goniec · f3 – Biały skoczek · a2 – Biały pionek · f2 – Biały pionek · g2 – Biały pionek · h2 – Biały pionek · d1 – Czarny skoczek · g1 – Biały król · h1 – Biała wieża | e8 – Czarna wieża · g8 – Czarny król · b7 – Czarny pionek · f7 – Czarny pionek · g7 – Czarny goniec · h7 – Czarny pionek · b6 – Biały hetman · c6 – Czarny pionek · g6 – Czarny pionek · a4 – Czarna wieża · c4 – Czarny goniec · f3 – Biały skoczek · a2 – Biały pionek · f2 – Biały pionek · g2 – Biały pionek · h2 – Biały pionek · d1 – Czarny skoczek · g1 – Biały król · h1 – Biała wieża | 4 |
| 3 | e8 – Czarna wieża · g8 – Czarny król · b7 – Czarny pionek · f7 – Czarny pionek · g7 – Czarny goniec · h7 – Czarny pionek · b6 – Biały hetman · c6 – Czarny pionek · g6 – Czarny pionek · a4 – Czarna wieża · c4 – Czarny goniec · f3 – Biały skoczek · a2 – Biały pionek · f2 – Biały pionek · g2 – Biały pionek · h2 – Biały pionek · d1 – Czarny skoczek · g1 – Biały król · h1 – Biała wieża | e8 – Czarna wieża · g8 – Czarny król · b7 – Czarny pionek · f7 – Czarny pionek · g7 – Czarny goniec · h7 – Czarny pionek · b6 – Biały hetman · c6 – Czarny pionek · g6 – Czarny pionek · a4 – Czarna wieża · c4 – Czarny goniec · f3 – Biały skoczek · a2 – Biały pionek · f2 – Biały pionek · g2 – Biały pionek · h2 – Biały pionek · d1 – Czarny skoczek · g1 – Biały król · h1 – Biała wieża | e8 – Czarna wieża · g8 – Czarny król · b7 – Czarny pionek · f7 – Czarny pionek · g7 – Czarny goniec · h7 – Czarny pionek · b6 – Biały hetman · c6 – Czarny pionek · g6 – Czarny pionek · a4 – Czarna wieża · c4 – Czarny goniec · f3 – Biały skoczek · a2 – Biały pionek · f2 – Biały pionek · g2 – Biały pionek · h2 – Biały pionek · d1 – Czarny skoczek · g1 – Biały król · h1 – Biała wieża | e8 – Czarna wieża · g8 – Czarny król · b7 – Czarny pionek · f7 – Czarny pionek · g7 – Czarny goniec · h7 – Czarny pionek · b6 – Biały hetman · c6 – Czarny pionek · g6 – Czarny pionek · a4 – Czarna wieża · c4 – Czarny goniec · f3 – Biały skoczek · a2 – Biały pionek · f2 – Biały pionek · g2 – Biały pionek · h2 – Biały pionek · d1 – Czarny skoczek · g1 – Biały król · h1 – Biała wieża | e8 – Czarna wieża · g8 – Czarny król · b7 – Czarny pionek · f7 – Czarny pionek · g7 – Czarny goniec · h7 – Czarny pionek · b6 – Biały hetman · c6 – Czarny pionek · g6 – Czarny pionek · a4 – Czarna wieża · c4 – Czarny goniec · f3 – Biały skoczek · a2 – Biały pionek · f2 – Biały pionek · g2 – Biały pionek · h2 – Biały pionek · d1 – Czarny skoczek · g1 – Biały król · h1 – Biała wieża | e8 – Czarna wieża · g8 – Czarny król · b7 – Czarny pionek · f7 – Czarny pionek · g7 – Czarny goniec · h7 – Czarny pionek · b6 – Biały hetman · c6 – Czarny pionek · g6 – Czarny pionek · a4 – Czarna wieża · c4 – Czarny goniec · f3 – Biały skoczek · a2 – Biały pionek · f2 – Biały pionek · g2 – Biały pionek · h2 – Biały pionek · d1 – Czarny skoczek · g1 – Biały król · h1 – Biała wieża | e8 – Czarna wieża · g8 – Czarny król · b7 – Czarny pionek · f7 – Czarny pionek · g7 – Czarny goniec · h7 – Czarny pionek · b6 – Biały hetman · c6 – Czarny pionek · g6 – Czarny pionek · a4 – Czarna wieża · c4 – Czarny goniec · f3 – Biały skoczek · a2 – Biały pionek · f2 – Biały pionek · g2 – Biały pionek · h2 – Biały pionek · d1 – Czarny skoczek · g1 – Biały król · h1 – Biała wieża | e8 – Czarna wieża · g8 – Czarny król · b7 – Czarny pionek · f7 – Czarny pionek · g7 – Czarny goniec · h7 – Czarny pionek · b6 – Biały hetman · c6 – Czarny pionek · g6 – Czarny pionek · a4 – Czarna wieża · c4 – Czarny goniec · f3 – Biały skoczek · a2 – Biały pionek · f2 – Biały pionek · g2 – Biały pionek · h2 – Biały pionek · d1 – Czarny skoczek · g1 – Biały król · h1 – Biała wieża | 3 |
| 2 | e8 – Czarna wieża · g8 – Czarny król · b7 – Czarny pionek · f7 – Czarny pionek · g7 – Czarny goniec · h7 – Czarny pionek · b6 – Biały hetman · c6 – Czarny pionek · g6 – Czarny pionek · a4 – Czarna wieża · c4 – Czarny goniec · f3 – Biały skoczek · a2 – Biały pionek · f2 – Biały pionek · g2 – Biały pionek · h2 – Biały pionek · d1 – Czarny skoczek · g1 – Biały król · h1 – Biała wieża | e8 – Czarna wieża · g8 – Czarny król · b7 – Czarny pionek · f7 – Czarny pionek · g7 – Czarny goniec · h7 – Czarny pionek · b6 – Biały hetman · c6 – Czarny pionek · g6 – Czarny pionek · a4 – Czarna wieża · c4 – Czarny goniec · f3 – Biały skoczek · a2 – Biały pionek · f2 – Biały pionek · g2 – Biały pionek · h2 – Biały pionek · d1 – Czarny skoczek · g1 – Biały król · h1 – Biała wieża | e8 – Czarna wieża · g8 – Czarny król · b7 – Czarny pionek · f7 – Czarny pionek · g7 – Czarny goniec · h7 – Czarny pionek · b6 – Biały hetman · c6 – Czarny pionek · g6 – Czarny pionek · a4 – Czarna wieża · c4 – Czarny goniec · f3 – Biały skoczek · a2 – Biały pionek · f2 – Biały pionek · g2 – Biały pionek · h2 – Biały pionek · d1 – Czarny skoczek · g1 – Biały król · h1 – Biała wieża | e8 – Czarna wieża · g8 – Czarny król · b7 – Czarny pionek · f7 – Czarny pionek · g7 – Czarny goniec · h7 – Czarny pionek · b6 – Biały hetman · c6 – Czarny pionek · g6 – Czarny pionek · a4 – Czarna wieża · c4 – Czarny goniec · f3 – Biały skoczek · a2 – Biały pionek · f2 – Biały pionek · g2 – Biały pionek · h2 – Biały pionek · d1 – Czarny skoczek · g1 – Biały król · h1 – Biała wieża | e8 – Czarna wieża · g8 – Czarny król · b7 – Czarny pionek · f7 – Czarny pionek · g7 – Czarny goniec · h7 – Czarny pionek · b6 – Biały hetman · c6 – Czarny pionek · g6 – Czarny pionek · a4 – Czarna wieża · c4 – Czarny goniec · f3 – Biały skoczek · a2 – Biały pionek · f2 – Biały pionek · g2 – Biały pionek · h2 – Biały pionek · d1 – Czarny skoczek · g1 – Biały król · h1 – Biała wieża | e8 – Czarna wieża · g8 – Czarny król · b7 – Czarny pionek · f7 – Czarny pionek · g7 – Czarny goniec · h7 – Czarny pionek · b6 – Biały hetman · c6 – Czarny pionek · g6 – Czarny pionek · a4 – Czarna wieża · c4 – Czarny goniec · f3 – Biały skoczek · a2 – Biały pionek · f2 – Biały pionek · g2 – Biały pionek · h2 – Biały pionek · d1 – Czarny skoczek · g1 – Biały król · h1 – Biała wieża | e8 – Czarna wieża · g8 – Czarny król · b7 – Czarny pionek · f7 – Czarny pionek · g7 – Czarny goniec · h7 – Czarny pionek · b6 – Biały hetman · c6 – Czarny pionek · g6 – Czarny pionek · a4 – Czarna wieża · c4 – Czarny goniec · f3 – Biały skoczek · a2 – Biały pionek · f2 – Biały pionek · g2 – Biały pionek · h2 – Biały pionek · d1 – Czarny skoczek · g1 – Biały król · h1 – Biała wieża | e8 – Czarna wieża · g8 – Czarny król · b7 – Czarny pionek · f7 – Czarny pionek · g7 – Czarny goniec · h7 – Czarny pionek · b6 – Biały hetman · c6 – Czarny pionek · g6 – Czarny pionek · a4 – Czarna wieża · c4 – Czarny goniec · f3 – Biały skoczek · a2 – Biały pionek · f2 – Biały pionek · g2 – Biały pionek · h2 – Biały pionek · d1 – Czarny skoczek · g1 – Biały król · h1 – Biała wieża | 2 |
| 1 | e8 – Czarna wieża · g8 – Czarny król · b7 – Czarny pionek · f7 – Czarny pionek · g7 – Czarny goniec · h7 – Czarny pionek · b6 – Biały hetman · c6 – Czarny pionek · g6 – Czarny pionek · a4 – Czarna wieża · c4 – Czarny goniec · f3 – Biały skoczek · a2 – Biały pionek · f2 – Biały pionek · g2 – Biały pionek · h2 – Biały pionek · d1 – Czarny skoczek · g1 – Biały król · h1 – Biała wieża | e8 – Czarna wieża · g8 – Czarny król · b7 – Czarny pionek · f7 – Czarny pionek · g7 – Czarny goniec · h7 – Czarny pionek · b6 – Biały hetman · c6 – Czarny pionek · g6 – Czarny pionek · a4 – Czarna wieża · c4 – Czarny goniec · f3 – Biały skoczek · a2 – Biały pionek · f2 – Biały pionek · g2 – Biały pionek · h2 – Biały pionek · d1 – Czarny skoczek · g1 – Biały król · h1 – Biała wieża | e8 – Czarna wieża · g8 – Czarny król · b7 – Czarny pionek · f7 – Czarny pionek · g7 – Czarny goniec · h7 – Czarny pionek · b6 – Biały hetman · c6 – Czarny pionek · g6 – Czarny pionek · a4 – Czarna wieża · c4 – Czarny goniec · f3 – Biały skoczek · a2 – Biały pionek · f2 – Biały pionek · g2 – Biały pionek · h2 – Biały pionek · d1 – Czarny skoczek · g1 – Biały król · h1 – Biała wieża | e8 – Czarna wieża · g8 – Czarny król · b7 – Czarny pionek · f7 – Czarny pionek · g7 – Czarny goniec · h7 – Czarny pionek · b6 – Biały hetman · c6 – Czarny pionek · g6 – Czarny pionek · a4 – Czarna wieża · c4 – Czarny goniec · f3 – Biały skoczek · a2 – Biały pionek · f2 – Biały pionek · g2 – Biały pionek · h2 – Biały pionek · d1 – Czarny skoczek · g1 – Biały król · h1 – Biała wieża | e8 – Czarna wieża · g8 – Czarny król · b7 – Czarny pionek · f7 – Czarny pionek · g7 – Czarny goniec · h7 – Czarny pionek · b6 – Biały hetman · c6 – Czarny pionek · g6 – Czarny pionek · a4 – Czarna wieża · c4 – Czarny goniec · f3 – Biały skoczek · a2 – Biały pionek · f2 – Biały pionek · g2 – Biały pionek · h2 – Biały pionek · d1 – Czarny skoczek · g1 – Biały król · h1 – Biała wieża | e8 – Czarna wieża · g8 – Czarny król · b7 – Czarny pionek · f7 – Czarny pionek · g7 – Czarny goniec · h7 – Czarny pionek · b6 – Biały hetman · c6 – Czarny pionek · g6 – Czarny pionek · a4 – Czarna wieża · c4 – Czarny goniec · f3 – Biały skoczek · a2 – Biały pionek · f2 – Biały pionek · g2 – Biały pionek · h2 – Biały pionek · d1 – Czarny skoczek · g1 – Biały król · h1 – Biała wieża | e8 – Czarna wieża · g8 – Czarny król · b7 – Czarny pionek · f7 – Czarny pionek · g7 – Czarny goniec · h7 – Czarny pionek · b6 – Biały hetman · c6 – Czarny pionek · g6 – Czarny pionek · a4 – Czarna wieża · c4 – Czarny goniec · f3 – Biały skoczek · a2 – Biały pionek · f2 – Biały pionek · g2 – Biały pionek · h2 – Biały pionek · d1 – Czarny skoczek · g1 – Biały król · h1 – Biała wieża | e8 – Czarna wieża · g8 – Czarny król · b7 – Czarny pionek · f7 – Czarny pionek · g7 – Czarny goniec · h7 – Czarny pionek · b6 – Biały hetman · c6 – Czarny pionek · g6 – Czarny pionek · a4 – Czarna wieża · c4 – Czarny goniec · f3 – Biały skoczek · a2 – Biały pionek · f2 – Biały pionek · g2 – Biały pionek · h2 – Biały pionek · d1 – Czarny skoczek · g1 – Biały król · h1 – Biała wieża | 1 |
|   | a | b | c | d | e | f | g | h |   |

4. d4 O-O 5. Gf4 d5
Następuje transpozycja do obrony Grünfelda.
|   | a | b | c | d | e | f | g | h |   |
| 8 | b8 – Biały hetman · f7 – Czarny pionek · g7 – Czarny król · c6 – Czarny pionek · g6 – Czarny pionek · b5 – Czarny pionek · e5 – Biały skoczek · h5 – Czarny pionek · b4 – Czarny goniec · h4 – Biały pionek · b3 – Czarny goniec · c3 – Czarny skoczek · c2 – Czarna wieża · g2 – Biały pionek · c1 – Biały król | b8 – Biały hetman · f7 – Czarny pionek · g7 – Czarny król · c6 – Czarny pionek · g6 – Czarny pionek · b5 – Czarny pionek · e5 – Biały skoczek · h5 – Czarny pionek · b4 – Czarny goniec · h4 – Biały pionek · b3 – Czarny goniec · c3 – Czarny skoczek · c2 – Czarna wieża · g2 – Biały pionek · c1 – Biały król | b8 – Biały hetman · f7 – Czarny pionek · g7 – Czarny król · c6 – Czarny pionek · g6 – Czarny pionek · b5 – Czarny pionek · e5 – Biały skoczek · h5 – Czarny pionek · b4 – Czarny goniec · h4 – Biały pionek · b3 – Czarny goniec · c3 – Czarny skoczek · c2 – Czarna wieża · g2 – Biały pionek · c1 – Biały król | b8 – Biały hetman · f7 – Czarny pionek · g7 – Czarny król · c6 – Czarny pionek · g6 – Czarny pionek · b5 – Czarny pionek · e5 – Biały skoczek · h5 – Czarny pionek · b4 – Czarny goniec · h4 – Biały pionek · b3 – Czarny goniec · c3 – Czarny skoczek · c2 – Czarna wieża · g2 – Biały pionek · c1 – Biały król | b8 – Biały hetman · f7 – Czarny pionek · g7 – Czarny król · c6 – Czarny pionek · g6 – Czarny pionek · b5 – Czarny pionek · e5 – Biały skoczek · h5 – Czarny pionek · b4 – Czarny goniec · h4 – Biały pionek · b3 – Czarny goniec · c3 – Czarny skoczek · c2 – Czarna wieża · g2 – Biały pionek · c1 – Biały król | b8 – Biały hetman · f7 – Czarny pionek · g7 – Czarny król · c6 – Czarny pionek · g6 – Czarny pionek · b5 – Czarny pionek · e5 – Biały skoczek · h5 – Czarny pionek · b4 – Czarny goniec · h4 – Biały pionek · b3 – Czarny goniec · c3 – Czarny skoczek · c2 – Czarna wieża · g2 – Biały pionek · c1 – Biały król | b8 – Biały hetman · f7 – Czarny pionek · g7 – Czarny król · c6 – Czarny pionek · g6 – Czarny pionek · b5 – Czarny pionek · e5 – Biały skoczek · h5 – Czarny pionek · b4 – Czarny goniec · h4 – Biały pionek · b3 – Czarny goniec · c3 – Czarny skoczek · c2 – Czarna wieża · g2 – Biały pionek · c1 – Biały król | b8 – Biały hetman · f7 – Czarny pionek · g7 – Czarny król · c6 – Czarny pionek · g6 – Czarny pionek · b5 – Czarny pionek · e5 – Biały skoczek · h5 – Czarny pionek · b4 – Czarny goniec · h4 – Biały pionek · b3 – Czarny goniec · c3 – Czarny skoczek · c2 – Czarna wieża · g2 – Biały pionek · c1 – Biały król | 8 |
| 7 | b8 – Biały hetman · f7 – Czarny pionek · g7 – Czarny król · c6 – Czarny pionek · g6 – Czarny pionek · b5 – Czarny pionek · e5 – Biały skoczek · h5 – Czarny pionek · b4 – Czarny goniec · h4 – Biały pionek · b3 – Czarny goniec · c3 – Czarny skoczek · c2 – Czarna wieża · g2 – Biały pionek · c1 – Biały król | b8 – Biały hetman · f7 – Czarny pionek · g7 – Czarny król · c6 – Czarny pionek · g6 – Czarny pionek · b5 – Czarny pionek · e5 – Biały skoczek · h5 – Czarny pionek · b4 – Czarny goniec · h4 – Biały pionek · b3 – Czarny goniec · c3 – Czarny skoczek · c2 – Czarna wieża · g2 – Biały pionek · c1 – Biały król | b8 – Biały hetman · f7 – Czarny pionek · g7 – Czarny król · c6 – Czarny pionek · g6 – Czarny pionek · b5 – Czarny pionek · e5 – Biały skoczek · h5 – Czarny pionek · b4 – Czarny goniec · h4 – Biały pionek · b3 – Czarny goniec · c3 – Czarny skoczek · c2 – Czarna wieża · g2 – Biały pionek · c1 – Biały król | b8 – Biały hetman · f7 – Czarny pionek · g7 – Czarny król · c6 – Czarny pionek · g6 – Czarny pionek · b5 – Czarny pionek · e5 – Biały skoczek · h5 – Czarny pionek · b4 – Czarny goniec · h4 – Biały pionek · b3 – Czarny goniec · c3 – Czarny skoczek · c2 – Czarna wieża · g2 – Biały pionek · c1 – Biały król | b8 – Biały hetman · f7 – Czarny pionek · g7 – Czarny król · c6 – Czarny pionek · g6 – Czarny pionek · b5 – Czarny pionek · e5 – Biały skoczek · h5 – Czarny pionek · b4 – Czarny goniec · h4 – Biały pionek · b3 – Czarny goniec · c3 – Czarny skoczek · c2 – Czarna wieża · g2 – Biały pionek · c1 – Biały król | b8 – Biały hetman · f7 – Czarny pionek · g7 – Czarny król · c6 – Czarny pionek · g6 – Czarny pionek · b5 – Czarny pionek · e5 – Biały skoczek · h5 – Czarny pionek · b4 – Czarny goniec · h4 – Biały pionek · b3 – Czarny goniec · c3 – Czarny skoczek · c2 – Czarna wieża · g2 – Biały pionek · c1 – Biały król | b8 – Biały hetman · f7 – Czarny pionek · g7 – Czarny król · c6 – Czarny pionek · g6 – Czarny pionek · b5 – Czarny pionek · e5 – Biały skoczek · h5 – Czarny pionek · b4 – Czarny goniec · h4 – Biały pionek · b3 – Czarny goniec · c3 – Czarny skoczek · c2 – Czarna wieża · g2 – Biały pionek · c1 – Biały król | b8 – Biały hetman · f7 – Czarny pionek · g7 – Czarny król · c6 – Czarny pionek · g6 – Czarny pionek · b5 – Czarny pionek · e5 – Biały skoczek · h5 – Czarny pionek · b4 – Czarny goniec · h4 – Biały pionek · b3 – Czarny goniec · c3 – Czarny skoczek · c2 – Czarna wieża · g2 – Biały pionek · c1 – Biały król | 7 |
| 6 | b8 – Biały hetman · f7 – Czarny pionek · g7 – Czarny król · c6 – Czarny pionek · g6 – Czarny pionek · b5 – Czarny pionek · e5 – Biały skoczek · h5 – Czarny pionek · b4 – Czarny goniec · h4 – Biały pionek · b3 – Czarny goniec · c3 – Czarny skoczek · c2 – Czarna wieża · g2 – Biały pionek · c1 – Biały król | b8 – Biały hetman · f7 – Czarny pionek · g7 – Czarny król · c6 – Czarny pionek · g6 – Czarny pionek · b5 – Czarny pionek · e5 – Biały skoczek · h5 – Czarny pionek · b4 – Czarny goniec · h4 – Biały pionek · b3 – Czarny goniec · c3 – Czarny skoczek · c2 – Czarna wieża · g2 – Biały pionek · c1 – Biały król | b8 – Biały hetman · f7 – Czarny pionek · g7 – Czarny król · c6 – Czarny pionek · g6 – Czarny pionek · b5 – Czarny pionek · e5 – Biały skoczek · h5 – Czarny pionek · b4 – Czarny goniec · h4 – Biały pionek · b3 – Czarny goniec · c3 – Czarny skoczek · c2 – Czarna wieża · g2 – Biały pionek · c1 – Biały król | b8 – Biały hetman · f7 – Czarny pionek · g7 – Czarny król · c6 – Czarny pionek · g6 – Czarny pionek · b5 – Czarny pionek · e5 – Biały skoczek · h5 – Czarny pionek · b4 – Czarny goniec · h4 – Biały pionek · b3 – Czarny goniec · c3 – Czarny skoczek · c2 – Czarna wieża · g2 – Biały pionek · c1 – Biały król | b8 – Biały hetman · f7 – Czarny pionek · g7 – Czarny król · c6 – Czarny pionek · g6 – Czarny pionek · b5 – Czarny pionek · e5 – Biały skoczek · h5 – Czarny pionek · b4 – Czarny goniec · h4 – Biały pionek · b3 – Czarny goniec · c3 – Czarny skoczek · c2 – Czarna wieża · g2 – Biały pionek · c1 – Biały król | b8 – Biały hetman · f7 – Czarny pionek · g7 – Czarny król · c6 – Czarny pionek · g6 – Czarny pionek · b5 – Czarny pionek · e5 – Biały skoczek · h5 – Czarny pionek · b4 – Czarny goniec · h4 – Biały pionek · b3 – Czarny goniec · c3 – Czarny skoczek · c2 – Czarna wieża · g2 – Biały pionek · c1 – Biały król | b8 – Biały hetman · f7 – Czarny pionek · g7 – Czarny król · c6 – Czarny pionek · g6 – Czarny pionek · b5 – Czarny pionek · e5 – Biały skoczek · h5 – Czarny pionek · b4 – Czarny goniec · h4 – Biały pionek · b3 – Czarny goniec · c3 – Czarny skoczek · c2 – Czarna wieża · g2 – Biały pionek · c1 – Biały król | b8 – Biały hetman · f7 – Czarny pionek · g7 – Czarny król · c6 – Czarny pionek · g6 – Czarny pionek · b5 – Czarny pionek · e5 – Biały skoczek · h5 – Czarny pionek · b4 – Czarny goniec · h4 – Biały pionek · b3 – Czarny goniec · c3 – Czarny skoczek · c2 – Czarna wieża · g2 – Biały pionek · c1 – Biały król | 6 |
| 5 | b8 – Biały hetman · f7 – Czarny pionek · g7 – Czarny król · c6 – Czarny pionek · g6 – Czarny pionek · b5 – Czarny pionek · e5 – Biały skoczek · h5 – Czarny pionek · b4 – Czarny goniec · h4 – Biały pionek · b3 – Czarny goniec · c3 – Czarny skoczek · c2 – Czarna wieża · g2 – Biały pionek · c1 – Biały król | b8 – Biały hetman · f7 – Czarny pionek · g7 – Czarny król · c6 – Czarny pionek · g6 – Czarny pionek · b5 – Czarny pionek · e5 – Biały skoczek · h5 – Czarny pionek · b4 – Czarny goniec · h4 – Biały pionek · b3 – Czarny goniec · c3 – Czarny skoczek · c2 – Czarna wieża · g2 – Biały pionek · c1 – Biały król | b8 – Biały hetman · f7 – Czarny pionek · g7 – Czarny król · c6 – Czarny pionek · g6 – Czarny pionek · b5 – Czarny pionek · e5 – Biały skoczek · h5 – Czarny pionek · b4 – Czarny goniec · h4 – Biały pionek · b3 – Czarny goniec · c3 – Czarny skoczek · c2 – Czarna wieża · g2 – Biały pionek · c1 – Biały król | b8 – Biały hetman · f7 – Czarny pionek · g7 – Czarny król · c6 – Czarny pionek · g6 – Czarny pionek · b5 – Czarny pionek · e5 – Biały skoczek · h5 – Czarny pionek · b4 – Czarny goniec · h4 – Biały pionek · b3 – Czarny goniec · c3 – Czarny skoczek · c2 – Czarna wieża · g2 – Biały pionek · c1 – Biały król | b8 – Biały hetman · f7 – Czarny pionek · g7 – Czarny król · c6 – Czarny pionek · g6 – Czarny pionek · b5 – Czarny pionek · e5 – Biały skoczek · h5 – Czarny pionek · b4 – Czarny goniec · h4 – Biały pionek · b3 – Czarny goniec · c3 – Czarny skoczek · c2 – Czarna wieża · g2 – Biały pionek · c1 – Biały król | b8 – Biały hetman · f7 – Czarny pionek · g7 – Czarny król · c6 – Czarny pionek · g6 – Czarny pionek · b5 – Czarny pionek · e5 – Biały skoczek · h5 – Czarny pionek · b4 – Czarny goniec · h4 – Biały pionek · b3 – Czarny goniec · c3 – Czarny skoczek · c2 – Czarna wieża · g2 – Biały pionek · c1 – Biały król | b8 – Biały hetman · f7 – Czarny pionek · g7 – Czarny król · c6 – Czarny pionek · g6 – Czarny pionek · b5 – Czarny pionek · e5 – Biały skoczek · h5 – Czarny pionek · b4 – Czarny goniec · h4 – Biały pionek · b3 – Czarny goniec · c3 – Czarny skoczek · c2 – Czarna wieża · g2 – Biały pionek · c1 – Biały król | b8 – Biały hetman · f7 – Czarny pionek · g7 – Czarny król · c6 – Czarny pionek · g6 – Czarny pionek · b5 – Czarny pionek · e5 – Biały skoczek · h5 – Czarny pionek · b4 – Czarny goniec · h4 – Biały pionek · b3 – Czarny goniec · c3 – Czarny skoczek · c2 – Czarna wieża · g2 – Biały pionek · c1 – Biały król | 5 |
| 4 | b8 – Biały hetman · f7 – Czarny pionek · g7 – Czarny król · c6 – Czarny pionek · g6 – Czarny pionek · b5 – Czarny pionek · e5 – Biały skoczek · h5 – Czarny pionek · b4 – Czarny goniec · h4 – Biały pionek · b3 – Czarny goniec · c3 – Czarny skoczek · c2 – Czarna wieża · g2 – Biały pionek · c1 – Biały król | b8 – Biały hetman · f7 – Czarny pionek · g7 – Czarny król · c6 – Czarny pionek · g6 – Czarny pionek · b5 – Czarny pionek · e5 – Biały skoczek · h5 – Czarny pionek · b4 – Czarny goniec · h4 – Biały pionek · b3 – Czarny goniec · c3 – Czarny skoczek · c2 – Czarna wieża · g2 – Biały pionek · c1 – Biały król | b8 – Biały hetman · f7 – Czarny pionek · g7 – Czarny król · c6 – Czarny pionek · g6 – Czarny pionek · b5 – Czarny pionek · e5 – Biały skoczek · h5 – Czarny pionek · b4 – Czarny goniec · h4 – Biały pionek · b3 – Czarny goniec · c3 – Czarny skoczek · c2 – Czarna wieża · g2 – Biały pionek · c1 – Biały król | b8 – Biały hetman · f7 – Czarny pionek · g7 – Czarny król · c6 – Czarny pionek · g6 – Czarny pionek · b5 – Czarny pionek · e5 – Biały skoczek · h5 – Czarny pionek · b4 – Czarny goniec · h4 – Biały pionek · b3 – Czarny goniec · c3 – Czarny skoczek · c2 – Czarna wieża · g2 – Biały pionek · c1 – Biały król | b8 – Biały hetman · f7 – Czarny pionek · g7 – Czarny król · c6 – Czarny pionek · g6 – Czarny pionek · b5 – Czarny pionek · e5 – Biały skoczek · h5 – Czarny pionek · b4 – Czarny goniec · h4 – Biały pionek · b3 – Czarny goniec · c3 – Czarny skoczek · c2 – Czarna wieża · g2 – Biały pionek · c1 – Biały król | b8 – Biały hetman · f7 – Czarny pionek · g7 – Czarny król · c6 – Czarny pionek · g6 – Czarny pionek · b5 – Czarny pionek · e5 – Biały skoczek · h5 – Czarny pionek · b4 – Czarny goniec · h4 – Biały pionek · b3 – Czarny goniec · c3 – Czarny skoczek · c2 – Czarna wieża · g2 – Biały pionek · c1 – Biały król | b8 – Biały hetman · f7 – Czarny pionek · g7 – Czarny król · c6 – Czarny pionek · g6 – Czarny pionek · b5 – Czarny pionek · e5 – Biały skoczek · h5 – Czarny pionek · b4 – Czarny goniec · h4 – Biały pionek · b3 – Czarny goniec · c3 – Czarny skoczek · c2 – Czarna wieża · g2 – Biały pionek · c1 – Biały król | b8 – Biały hetman · f7 – Czarny pionek · g7 – Czarny król · c6 – Czarny pionek · g6 – Czarny pionek · b5 – Czarny pionek · e5 – Biały skoczek · h5 – Czarny pionek · b4 – Czarny goniec · h4 – Biały pionek · b3 – Czarny goniec · c3 – Czarny skoczek · c2 – Czarna wieża · g2 – Biały pionek · c1 – Biały król | 4 |
| 3 | b8 – Biały hetman · f7 – Czarny pionek · g7 – Czarny król · c6 – Czarny pionek · g6 – Czarny pionek · b5 – Czarny pionek · e5 – Biały skoczek · h5 – Czarny pionek · b4 – Czarny goniec · h4 – Biały pionek · b3 – Czarny goniec · c3 – Czarny skoczek · c2 – Czarna wieża · g2 – Biały pionek · c1 – Biały król | b8 – Biały hetman · f7 – Czarny pionek · g7 – Czarny król · c6 – Czarny pionek · g6 – Czarny pionek · b5 – Czarny pionek · e5 – Biały skoczek · h5 – Czarny pionek · b4 – Czarny goniec · h4 – Biały pionek · b3 – Czarny goniec · c3 – Czarny skoczek · c2 – Czarna wieża · g2 – Biały pionek · c1 – Biały król | b8 – Biały hetman · f7 – Czarny pionek · g7 – Czarny król · c6 – Czarny pionek · g6 – Czarny pionek · b5 – Czarny pionek · e5 – Biały skoczek · h5 – Czarny pionek · b4 – Czarny goniec · h4 – Biały pionek · b3 – Czarny goniec · c3 – Czarny skoczek · c2 – Czarna wieża · g2 – Biały pionek · c1 – Biały król | b8 – Biały hetman · f7 – Czarny pionek · g7 – Czarny król · c6 – Czarny pionek · g6 – Czarny pionek · b5 – Czarny pionek · e5 – Biały skoczek · h5 – Czarny pionek · b4 – Czarny goniec · h4 – Biały pionek · b3 – Czarny goniec · c3 – Czarny skoczek · c2 – Czarna wieża · g2 – Biały pionek · c1 – Biały król | b8 – Biały hetman · f7 – Czarny pionek · g7 – Czarny król · c6 – Czarny pionek · g6 – Czarny pionek · b5 – Czarny pionek · e5 – Biały skoczek · h5 – Czarny pionek · b4 – Czarny goniec · h4 – Biały pionek · b3 – Czarny goniec · c3 – Czarny skoczek · c2 – Czarna wieża · g2 – Biały pionek · c1 – Biały król | b8 – Biały hetman · f7 – Czarny pionek · g7 – Czarny król · c6 – Czarny pionek · g6 – Czarny pionek · b5 – Czarny pionek · e5 – Biały skoczek · h5 – Czarny pionek · b4 – Czarny goniec · h4 – Biały pionek · b3 – Czarny goniec · c3 – Czarny skoczek · c2 – Czarna wieża · g2 – Biały pionek · c1 – Biały król | b8 – Biały hetman · f7 – Czarny pionek · g7 – Czarny król · c6 – Czarny pionek · g6 – Czarny pionek · b5 – Czarny pionek · e5 – Biały skoczek · h5 – Czarny pionek · b4 – Czarny goniec · h4 – Biały pionek · b3 – Czarny goniec · c3 – Czarny skoczek · c2 – Czarna wieża · g2 – Biały pionek · c1 – Biały król | b8 – Biały hetman · f7 – Czarny pionek · g7 – Czarny król · c6 – Czarny pionek · g6 – Czarny pionek · b5 – Czarny pionek · e5 – Biały skoczek · h5 – Czarny pionek · b4 – Czarny goniec · h4 – Biały pionek · b3 – Czarny goniec · c3 – Czarny skoczek · c2 – Czarna wieża · g2 – Biały pionek · c1 – Biały król | 3 |
| 2 | b8 – Biały hetman · f7 – Czarny pionek · g7 – Czarny król · c6 – Czarny pionek · g6 – Czarny pionek · b5 – Czarny pionek · e5 – Biały skoczek · h5 – Czarny pionek · b4 – Czarny goniec · h4 – Biały pionek · b3 – Czarny goniec · c3 – Czarny skoczek · c2 – Czarna wieża · g2 – Biały pionek · c1 – Biały król | b8 – Biały hetman · f7 – Czarny pionek · g7 – Czarny król · c6 – Czarny pionek · g6 – Czarny pionek · b5 – Czarny pionek · e5 – Biały skoczek · h5 – Czarny pionek · b4 – Czarny goniec · h4 – Biały pionek · b3 – Czarny goniec · c3 – Czarny skoczek · c2 – Czarna wieża · g2 – Biały pionek · c1 – Biały król | b8 – Biały hetman · f7 – Czarny pionek · g7 – Czarny król · c6 – Czarny pionek · g6 – Czarny pionek · b5 – Czarny pionek · e5 – Biały skoczek · h5 – Czarny pionek · b4 – Czarny goniec · h4 – Biały pionek · b3 – Czarny goniec · c3 – Czarny skoczek · c2 – Czarna wieża · g2 – Biały pionek · c1 – Biały król | b8 – Biały hetman · f7 – Czarny pionek · g7 – Czarny król · c6 – Czarny pionek · g6 – Czarny pionek · b5 – Czarny pionek · e5 – Biały skoczek · h5 – Czarny pionek · b4 – Czarny goniec · h4 – Biały pionek · b3 – Czarny goniec · c3 – Czarny skoczek · c2 – Czarna wieża · g2 – Biały pionek · c1 – Biały król | b8 – Biały hetman · f7 – Czarny pionek · g7 – Czarny król · c6 – Czarny pionek · g6 – Czarny pionek · b5 – Czarny pionek · e5 – Biały skoczek · h5 – Czarny pionek · b4 – Czarny goniec · h4 – Biały pionek · b3 – Czarny goniec · c3 – Czarny skoczek · c2 – Czarna wieża · g2 – Biały pionek · c1 – Biały król | b8 – Biały hetman · f7 – Czarny pionek · g7 – Czarny król · c6 – Czarny pionek · g6 – Czarny pionek · b5 – Czarny pionek · e5 – Biały skoczek · h5 – Czarny pionek · b4 – Czarny goniec · h4 – Biały pionek · b3 – Czarny goniec · c3 – Czarny skoczek · c2 – Czarna wieża · g2 – Biały pionek · c1 – Biały król | b8 – Biały hetman · f7 – Czarny pionek · g7 – Czarny król · c6 – Czarny pionek · g6 – Czarny pionek · b5 – Czarny pionek · e5 – Biały skoczek · h5 – Czarny pionek · b4 – Czarny goniec · h4 – Biały pionek · b3 – Czarny goniec · c3 – Czarny skoczek · c2 – Czarna wieża · g2 – Biały pionek · c1 – Biały król | b8 – Biały hetman · f7 – Czarny pionek · g7 – Czarny król · c6 – Czarny pionek · g6 – Czarny pionek · b5 – Czarny pionek · e5 – Biały skoczek · h5 – Czarny pionek · b4 – Czarny goniec · h4 – Biały pionek · b3 – Czarny goniec · c3 – Czarny skoczek · c2 – Czarna wieża · g2 – Biały pionek · c1 – Biały król | 2 |
| 1 | b8 – Biały hetman · f7 – Czarny pionek · g7 – Czarny król · c6 – Czarny pionek · g6 – Czarny pionek · b5 – Czarny pionek · e5 – Biały skoczek · h5 – Czarny pionek · b4 – Czarny goniec · h4 – Biały pionek · b3 – Czarny goniec · c3 – Czarny skoczek · c2 – Czarna wieża · g2 – Biały pionek · c1 – Biały król | b8 – Biały hetman · f7 – Czarny pionek · g7 – Czarny król · c6 – Czarny pionek · g6 – Czarny pionek · b5 – Czarny pionek · e5 – Biały skoczek · h5 – Czarny pionek · b4 – Czarny goniec · h4 – Biały pionek · b3 – Czarny goniec · c3 – Czarny skoczek · c2 – Czarna wieża · g2 – Biały pionek · c1 – Biały król | b8 – Biały hetman · f7 – Czarny pionek · g7 – Czarny król · c6 – Czarny pionek · g6 – Czarny pionek · b5 – Czarny pionek · e5 – Biały skoczek · h5 – Czarny pionek · b4 – Czarny goniec · h4 – Biały pionek · b3 – Czarny goniec · c3 – Czarny skoczek · c2 – Czarna wieża · g2 – Biały pionek · c1 – Biały król | b8 – Biały hetman · f7 – Czarny pionek · g7 – Czarny król · c6 – Czarny pionek · g6 – Czarny pionek · b5 – Czarny pionek · e5 – Biały skoczek · h5 – Czarny pionek · b4 – Czarny goniec · h4 – Biały pionek · b3 – Czarny goniec · c3 – Czarny skoczek · c2 – Czarna wieża · g2 – Biały pionek · c1 – Biały król | b8 – Biały hetman · f7 – Czarny pionek · g7 – Czarny król · c6 – Czarny pionek · g6 – Czarny pionek · b5 – Czarny pionek · e5 – Biały skoczek · h5 – Czarny pionek · b4 – Czarny goniec · h4 – Biały pionek · b3 – Czarny goniec · c3 – Czarny skoczek · c2 – Czarna wieża · g2 – Biały pionek · c1 – Biały król | b8 – Biały hetman · f7 – Czarny pionek · g7 – Czarny król · c6 – Czarny pionek · g6 – Czarny pionek · b5 – Czarny pionek · e5 – Biały skoczek · h5 – Czarny pionek · b4 – Czarny goniec · h4 – Biały pionek · b3 – Czarny goniec · c3 – Czarny skoczek · c2 – Czarna wieża · g2 – Biały pionek · c1 – Biały król | b8 – Biały hetman · f7 – Czarny pionek · g7 – Czarny król · c6 – Czarny pionek · g6 – Czarny pionek · b5 – Czarny pionek · e5 – Biały skoczek · h5 – Czarny pionek · b4 – Czarny goniec · h4 – Biały pionek · b3 – Czarny goniec · c3 – Czarny skoczek · c2 – Czarna wieża · g2 – Biały pionek · c1 – Biały król | b8 – Biały hetman · f7 – Czarny pionek · g7 – Czarny król · c6 – Czarny pionek · g6 – Czarny pionek · b5 – Czarny pionek · e5 – Biały skoczek · h5 – Czarny pionek · b4 – Czarny goniec · h4 – Biały pionek · b3 – Czarny goniec · c3 – Czarny skoczek · c2 – Czarna wieża · g2 – Biały pionek · c1 – Biały król | 1 |
|   | a | b | c | d | e | f | g | h |   |

6. Hb3 dc4
Fischer pozbywa się swojego piona z centrum, zmuszając jednak hetmana do zajęcia pola, które można zaatakować.
7. H:c4 c6 8. e4 Sbd7
Bardziej aktywnym ruchem jest 8. … b5, po którym następuje 9. … Ha5.
9. Wd1 Sb6 10. Hc5
Kolejne pole, na którym biały hetman może być zaatakowany. Lepszym posunięciem było 10. Hb3.
10. … Gg4 11. Gg5?
Lepsze byłoby Ge2, po którym nastąpiłaby roszada.
11. … Sa4!!
Fischer oferuje ofiarę skoczka. Na jej przyjęcie Fischer odpowiedziałby … S:e4 z możliwą dalszą grą 13. Hb4 S:g5 14.S:g5 G:d1 15.K:d1 G:d4 16.Hd2 G:f2 i wygraną czarnych.
12. Ha3 S:c3 13. bc3 S:e4!
Fischer wykorzystuje fakt, iż Byrne jeszcze nie zrobił roszady, i otwiera linię e.
14. G:e7 Hb6 15. Gc4
Byrne nie bije wieży z uwagi na możliwe 15. G:f8 G:f8 16. Hb3 S:c3! 17. H:b6 (17. H:c3?? Gb4) ab6 18. Wa1 We8+ 19. Kd2 Se4+ 20. Kc2 S:f2 21. Wg1 Gf5+.
15. … S:c3! 16. Gc5 Wfe8+
Fischer kontynuuje swój plan, szachując króla, który pozostał w centrum.
17. Kf1 Ge6!!
Fischer poświęca hetmana, aby zastosować taktykę młynka i zyskać materiał.
18. G:b6?
Byrne przyjmuje ofiarę hetmana. Jej odrzucenie również mogłoby być problematyczne: 18. G:e6 Hb5+ 19. Kg1 Se2+ 20. Kf1 Sg3+ 21. Kg1 Hf1+ 22. W:f1 Se2X. Z kolei na 18. H:c3 Fischer mógłby odpowiedzieć 18. … H:c5.
18. … G:c4+ 19. Kg1 Se2+ 20. Kf1 Sxd4+ 21. Kg1 Se2+ 22. Kf1 Sc3+ 23. Kg1 ab6 24. Hb4 Wa4! 25. H:b6 S:d1
Za hetmana Fischer otrzymał piona, wieżę i dwa gońce, uzyskując przewagę materialną.
26. h3 W:a2 27. Kh2 S:f2 28. We1 W:e1 29. Hd8+ Gf8 30. S:e1 Gd5 31. Sf3 Se4 32. Hb8 b5
Każda bierka czarnych jest broniona, natomiast hetman białych jest pasywny.
33. h4 h5 34. Se5 Kg7 35. Kg1 Gc5+
Następuje mat forsowny.
36. Kf1 Sg3+ 37. Ke1 Gb4+ 38. Kd1 Gb3+ 39. Kc1 Se2+ 40. Kb1 Sc3+ 41. Kc1 Wc2X

## Po partii
Rozgrywka została szeroko doceniona za granicą, między innymi w Wielkiej Brytanii i ZSRR, gdzie Jurij Awerbach pochwalił talent Fischera. Sędzia turnieju, Hans Kmoch, przyznał, że zbierał już wówczas zapisy z partiami Fischera, przyrównując je do wczesnej twórczości Rembrandta.